# Personaggi di Criminal Minds
Questa voce contiene un elenco dei personaggi presenti nella serie televisiva Criminal Minds.

## Personaggi principali
| Personaggio          | Interprete           | Stagione | Stagione | Stagione | Stagione | Stagione | Stagione | Stagione | Stagione | Stagione | Stagione | Stagione | Stagione | Stagione | Stagione | Stagione | Stagione | Stagione | Stagione |
| Personaggio          | Interprete           | 1        | 2        | 3        | 4        | 5        | 6        | 7        | 8        | 9        | 10       | 11       | 12       | 13       | 14       | 15       | 16       | 17       | 18       |
| -------------------- | -------------------- | -------- | -------- | -------- | -------- | -------- | -------- | -------- | -------- | -------- | -------- | -------- | -------- | -------- | -------- | -------- | -------- | -------- | -------- |
| Jason Gideon         | Mandy Patinkin       |          |          |          |          |          |          |          |          |          |          |          |          |          |          |          |          |          |          |
| Aaron Hotchner       | Thomas Gibson        |          |          |          |          |          |          |          |          |          |          |          |          |          |          |          |          |          |          |
| Elle Greenaway       | Lola Glaudini        |          |          |          |          |          |          |          |          |          |          |          |          |          |          |          |          |          |          |
| Derek Morgan         | Shemar Moore         |          |          |          |          |          |          |          |          |          |          |          |          |          |          |          |          |          |          |
| Spencer Reid         | Matthew Gray Gubler  |          |          |          |          |          |          |          |          |          |          |          |          |          |          |          |          |          |          |
| Jennifer "JJ" Jareau | A. J. Cook           |          |          |          |          |          |          |          |          |          |          |          |          |          |          |          |          |          |          |
| Penelope Garcia      | Kirsten Vangsness    |          |          |          |          |          |          |          |          |          |          |          |          |          |          |          |          |          |          |
| Emily Prentiss       | Paget Brewster       |          |          |          |          |          |          |          |          |          |          |          |          |          |          |          |          |          |          |
| David Rossi          | Joe Mantegna         |          |          |          |          |          |          |          |          |          |          |          |          |          |          |          |          |          |          |
| Ashley Seaver        | Rachel Nichols       |          |          |          |          |          |          |          |          |          |          |          |          |          |          |          |          |          |          |
| Alex Blake           | Jeanne Tripplehorn   |          |          |          |          |          |          |          |          |          |          |          |          |          |          |          |          |          |          |
| Kate Callahan        | Jennifer Love Hewitt |          |          |          |          |          |          |          |          |          |          |          |          |          |          |          |          |          |          |
| Tara Lewis           | Aisha Tyler          |          |          |          |          |          |          |          |          |          |          |          |          |          |          |          |          |          |          |
| Luke Alvez           | Adam Rodríguez       |          |          |          |          |          |          |          |          |          |          |          |          |          |          |          |          |          |          |
| Stephen Walker       | Damon Gupton         |          |          |          |          |          |          |          |          |          |          |          |          |          |          |          |          |          |          |
| Matthew Simmons      | Daniel Henney        |          |          |          |          |          |          |          |          |          |          |          |          |          |          |          |          |          |          |
| Elias Voit           | Zach Gilford         |          |          |          |          |          |          |          |          |          |          |          |          |          |          |          |          |          |          |
| Tyler Green          | Ryan-James Hatanaka  |          |          |          |          |          |          |          |          |          |          |          |          |          |          |          |          |          |          |

- Legenda:      nel cast principale;      nel cast ricorrente;      apparizione guest;      non presente nel cast.

### Jason Gideon
Jason Gideon (interpretato da Mandy Patinkin; stagioni 1-3) è il profiler più esperto del gruppo. Durante il tentativo di arresto, a Boston, di un dinamitardo (Adrian Bale), un suo grave errore di valutazione ha portato alla morte di sei agenti di polizia ed un ostaggio, nonostante la cattura del criminale. Dopo questo avvenimento, gli è stato imposto un periodo di riposo, in quanto i suoi superiori credevano che non avrebbe potuto continuare, almeno per ora, il suo impegnativo lavoro da profiler nell'unità B.A.U. dell'FBI. Nel primo episodio della prima stagione gli uomini della sua squadra gli comunicano che è giunto il momento di tornare a lavorare sul campo. È separato ed ha un figlio, di nome Stephen, che non vede molto spesso. Passa molto del suo tempo libero al lavoro, non ha una vita sociale molto attiva, nonostante si abbia notizia di alcune amiche "intime"; è comunque un esperto ornitologo e si capisce che non disdegna affatto, anzi apprezza la musica jazz. È molto bravo a giocare a scacchi e spesso sfida il "genietto" Spencer, che perde regolarmente (infatti l'agente Reid ha vinto una sola volta: nel quarto episodio della prima stagione). Ha un buon rapporto con tutti gli altri agenti. Nell'ultimo episodio della seconda stagione un S.I. entrerà a casa sua e verrà uccisa una sua vecchia compagna di college che era passata da lui a trovarlo. Gideon, in preda alla disperazione, è costretto a scappare per paura che venga accusato di omicidio, ma alla fine la sua squadra riuscirà a trovare il killer, una vecchia conoscenza degli agenti della B.A.U. All'inizio della terza stagione Gideon torna a lavorare, ma capisce che gli è impossibile proseguire nel suo lavoro: di fronte ad una nuova vittima, ogni volta rivede il viso della sua amica brutalmente uccisa. Per questo, nel primo episodio della terza stagione deciderà di lasciare l'FBI, per ritirarsi e ricominciare una nuova vita. Lascerà una lettera di spiegazioni a Reid. Il suo posto verrà preso dall'agente David Rossi. Nell'episodio "Il passero di Nelson" della decima stagione viene ucciso da un serial killer al quale stava dando la caccia da trent'anni.

### Aaron Hotchner
Aaron Hotchner (interpretato da Thomas Gibson; stagioni 1-12) è il capo della squadra. Si è laureato in giurisprudenza e ha lavorato per molto tempo come avvocato. Successivamente è diventato membro della SWAT, la squadra di polizia statunitense che si occupa delle irruzioni. Poi è entrato all'FBI, diventando un profiler del B.A.U. È supervisore della squadra insieme a David Rossi. Ha un carattere molto duro, è pignolo e gli altri agenti lo considerano senza senso dell'umorismo. In realtà è molto concentrato nel suo lavoro, che non è dei più facili e spesso i casi da lui seguiti lo hanno toccato profondamente. Proprio per questo è sempre molto serio e cerca di stabilire l'ordine tra i suoi sottoposti. Nell'episodio 1x08, dal titolo Assassino nato, nell'ultimo dialogo con l'assassino, che da ragazzo è stato maltrattato violentemente dal padre, Hotch gli dice: "Quando si cresce in un ambiente simile, in un'atmosfera violenta, brutale, non è strano che qualcuno da adulto diventi un assassino". "Qualcuno?". "Che cosa?". "Hai detto che qualcuno finisce per diventare un assassino?". E Hotch termina: "E... qualcuno finisce per dargli la caccia". Questo dialogo rivela che anche Hotch, da ragazzo, ha subito violenza in famiglia facendo comprendere all'uomo che hanno vissuto la stessa esperienza vivendo con lo stesso dolore ma che hanno fatto scelte diverse e come Aaron abbia usato la rabbia e l'odio che provava verso il padre violento per diventare un uomo che combatte contro persone che fanno del male ad altri per proteggere bambini e ragazzi indifesi e come riesca a comprendere gli assassini che hanno avuto un passato come il suo. Tiene molto ai suoi uomini, dai quali è profondamente stimato. Non ama molto gli spazi angusti. Ha una moglie di nome Haley, interpretata dall'attrice Meredith Monroe, un figlio appena nato di nome Jack e un fratello di nome Sean, che però non riesce a frequentare regolarmente a causa dei numerosi impegni di lavoro. Sua moglie Haley lo lascerà e chiederà il divorzio nella terza stagione poiché, a causa del suo lavoro, trascorreva poco tempo con lei e con suo figlio Jack. Nel corso della quarta stagione ritorna a studiare un vecchio caso di 20 anni prima, il Mietitore, scoprendo che il serial killer è ancora in libertà. Nel finale della stessa stagione viene aggredito nel suo appartamento dal Mietitore, riuscendo a sopravvivere. Nella nona puntata della quinta stagione riesce a uccidere il Mietitore, ma ad un caro prezzo: la vita della sua amata Haley. Nella settima stagione rivivrà una nuova storia d'amore con Beth che si interromperà nella nona stagione. Lascerà la squadra dopo i primi due episodi della dodicesima stagione poiché, a causa dell'evasione dal carcere del killer noto come ''Signor Graffio'', verrà inserito nel programma protezione testimoni assieme al figlio Jack, per evitare che possano verificarsi eventi simili a quelli che la sua famiglia ha vissuto in passato.

### Elle Greenaway
Elle Greenaway (interpretata da Lola Glaudini; stagioni 1-2) inizia a far parte della squadra dal primo episodio della prima stagione, durante il quale chiede a Hotchner di poter far parte dell'unità. È esperta in crimini sessuali. Dopo essere stata assunta, Elle sviluppa un rapporto di amicizia con i colleghi, soprattutto con l'Agente Jennifer Jareau. Per un anno e mezzo Elle aiuta i suoi colleghi a risolvere casi e a catturare i criminali responsabili. Nell'ultimo episodio della prima stagione viene gravemente ferita da un S. I., che le aveva teso un'imboscata nel suo appartamento. All'inizio della seconda stagione viene ricoverata d'urgenza in ospedale e salvata dai medici. Proprio all'interno di questo episodio veniamo a conoscenza che Elle aveva un padre che faceva il poliziotto e che lui è morto quando lei aveva 9 anni e che ancora vive nel suo ricordo e riconoscenza. In seguito Elle torna al lavoro dopo 4 mesi, ma pur avendo fisicamente recuperato dalle sue ferite, quello che le è accaduto l'ha traumatizzata psicologicamente. Elle diventa una donna molto riservata e distante, e continua a rivivere il suo trauma attraverso il lavoro, tanto da uccidere un S.I. (che era stato rilasciato per insufficienza di prove) a sangue freddo. Sostiene con tutti i membri del Bureau di aver sparato per autodifesa, ma Hotchner stenta a crederle. Lascia la squadra prima che vengano approfondite le indagini riguardo alla sua condotta.

### Derek Morgan
Derek Morgan (interpretato da Shemar Moore; stagioni 1-11; guest 12-13) è nato e vissuto a Chicago, dove vivono sua madre e le sue due sorelle. È un uomo affascinante, che piace molto alle donne; sua madre è bianca mentre il padre, nero, è morto durante una sparatoria per sventare una rapina, quando Morgan aveva 10 anni. Molto del suo passato si scopre nell'episodio 2x12, dal titolo Il profilo del profiler: è stato un bulletto da giovanissimo, in seguito alla morte del padre. In realtà era stato attirato da una brutta compagnia di amici, dalla quale riuscì a uscire grazie all'intervento del centro giovanile attivo nel suo quartiere. In questo episodio si scopre che il dirigente del centro lo aveva violentato e in cambio del suo silenzio, aveva fatto in modo che i documenti che provavano che Derek avesse avuto dei precedenti di micro-criminalità, sparissero. Grazie a questo, infatti, Derek poté entrare in polizia e poi arrivare fino all'FBI. Inoltre ha lavorato per qualche tempo per gli artificieri ed è cintura nera in Jūdō. Ha un rapporto particolare con Penelope Garcia, che definisce in più occasioni la sua "bambolina", anche se lei dalla terza stagione ha una relazione con un informatico dell'FBI. È esperto in crimini ossessivi. Nella quinta stagione prende temporaneamente il posto di Hotch, come capo del team. Nell'undicesima stagione si sposa con Savannah dalla quale avrà un figlio, Hank Spencer. Dopo essere stato rapito e torturato, in seguito all'attentato alla moglie, lascia la squadra per dedicarsi alla famiglia.

### Spencer Reid
Spencer Reid (interpretato da Matthew Gray Gubler; stagioni 1-15; guest 18), nato il 28 ottobre 1981, è un giovane genio. Ha un QI di 187, una memoria eidetica (ad esempio, conosce il numero preciso degli abitanti di una certa città/contea, riuscendo persino a differenziare tra maschi e femmine, oppure l'estensione di uno Stato o di un territorio) e può leggere 20.000 parole al minuto. Inoltre è in grado di ricondurre una qualunque frase all'opera nella quale è contenuta (come un versetto della Bibbia) e di identificare un volto tra tanti guardando ore di filmati e impiegando la metà (o anche meno) del tempo. Si è diplomato a soli 12 anni e ha preso tre lauree e tre dottorati (il primo dei quali, in Matematica, a 17 anni; gli altri tra i 18 e i 20). Ha frequentato una scuola pubblica di Las Vegas e per il suo essere un "ragazzo prodigio" ha subìto bullismo. Non ha una precisa competenza, poiché ha conoscenze praticamente su tutto: dalla Medicina alla Psicologia (compresa la Psicopatologia), dall'Antropologia (anche culturale e forense) a Chimica, Fisica e Matematica, dalla Storia alla Sociologia, alla Letteratura (della quale la madre era professoressa al college, in particolare di quella del XV secolo - infatti la maggior parte di ciò che sa l'ha imparato proprio dai libri, da autodidatta) e alle tradizioni antiche. Conosce i nomi scientifici di svariate specie di piante e animali, comprese proprietà e caratteristiche. È specializzato in serial killer storici, profili geografici, grafologia, statistiche /percentuali; è esperto di linguistica e linguaggio del corpo ed è in grado di individuare rapidamente codici, anagrammi o messaggi all'interno di cifrari o insiemi di numeri/lettere, oltre a prevedere, ad esempio, il numero esatto di mosse che conducono allo scacco matto solo osservando i primi secondi/minuti di una partita di scacchi. Non manca mai di citare studi e ricerche nel campo della Medicina e della Psicologia; quando deduce qualcosa comincia a parlare a raffica utilizzando termini "tecnici", tanto da costringere chi lo sta ascoltando a chiedergli di ripetere in modo più comprensibile. Ogni volta che si parla di un argomento a lui familiare, si fa "prendere la mano" e comincia a divagare. Abile illusionista; di solito vince a carte, sebbene sia stato bandito da ogni casinò di Las Vegas per la sua capacità di contarle durante le manches (Prentiss è l'unica che riesce a batterlo a poker). Sa leggere e comprendere il russo, parla e comprende coreano e tedesco. Ha imparato a guidare a 14 anni. Nel tempo libero memorizza liste ed elenchi, legge trattati medico - scientifici, tecnici o psico - patologici (anche in lingue straniere) e partecipa a seminari di Psicologia comportamentale e Criminologia. La sua eccessiva intelligenza inizialmente infastidisce Morgan, con il quale tuttavia ha un buon rapporto (lui lo considera un fratello minore). La sua vita sociale è piuttosto limitata (ad esempio, non ha idea di che cosa sia "Twilight"), ha difficoltà ad esprimere i propri sentimenti e spesso non riconosce i "segnali sociali". Nell'ultimo episodio della prima stagione scopriamo che sua madre Diana è affetta da schizofrenia paranoide e fino alla 12ª stagione risiede in una clinica di Las Vegas (in seguito, Spencer decide di prenderla in casa con sé, ma la convivenza sarà piuttosto difficile visto anche l'Alzheimer di cui lei soffre da un po' di tempo - i colleghi verranno a sapere della diagnosi di demenza senile per caso, assistendo al colloquio tra Reid e Cat Adams nell'episodio 11 dell'undicesima stagione, "Entropia" - ; dalla tredicesima tornerà in una casa di cura), dove lui la fa ricoverare al compimento dei 18 anni. Le manda lettere ogni giorno per "compensare" il fatto di non andarla a trovare spesso, ed è terrorizzato dalla possibilità di ereditarne la malattia, dato che essa può essere trasmessa geneticamente. Di suo padre William, invece, sappiamo solo che è un avvocato e che ha abbandonato lui e sua madre quando Spencer aveva 10 anni lasciando loro una lettera, perché non riusciva più a sostenere il deterioramento dello stato mentale di Diana; non ha più contattato il figlio, anche se lo ha comunque tenuto d'occhio attraverso articoli di giornale, foto ecc. 
Nell'episodio 1x06 fallisce l'esame di tiro, e non gli è consentito usare una pistola, ma riesce comunque ad uccidere il serial killer "a lunga distanza" Philip Dowd con l'arma di riserva di Hotch (una Glock 26) (nel 10x02 ricorderà a Morgan quanto l'uccisione dell' L.D.S.K. lo abbia traumatizzato per diverso tempo, tanto che aveva guardato le foto di Dowd come Ranger, studiato i casi che aveva seguito come agente di Polizia, e i pazienti seguiti come infermiere, per tentare di capire come mai le loro strade si fossero incrociate e se avrebbe potuto essere fermato prima dell'inizio della sua "spirale omicida"; gli dirà anche che alla fine è stato in grado di "andare avanti"); ridà l'esame e questa volta lo supera, potendo quindi portare la pistola, anche se non è obbligatoria per i profiler. All'inizio della tredicesima stagione svolge la riqualificazione per rientrare in servizio attivo dopo il carcere, e nel 14x15 i colleghi vengono a sapere che ha passato l'esame di tiro totalizzando 100 punti, ovvero il punteggio massimo che solo pochi raggiungono. 
Reid, per la sua immensa cultura, sembra essere un uomo maturo e di grande esperienza. In realtà, in alcuni suoi comportamenti si ritrova la sua vera natura di adolescente cresciuto troppo in fretta: nel primo episodio, per esempio, è seduto su una sedia girevole e continua a rotearsi a sinistra e destra, proprio come farebbe un bambino, mentre i suoi colleghi sono seduti attorno al tavolo, discutendo seriamente sul caso; altre volte lo si vede salutare amichevolmente con la mano, anziché con la stretta di mano (questo è dovuto al fatto che è germofobico e non gli piace essere toccato da estranei). Odia gli ospedali e non ama la spiaggia; Garcia lo definisce "tecnofobo" in quanto non possiede un'email e preferisce libri e carta ai computer. È un grande fan di " Star Trek", "Star Wars" e "Doctor Who" e gli piacciono le soap operas e il cibo indiano; tra Jung e Freud preferisce Jung; adora Halloween, e sembra abbia una predilezione per la musica classica (Mozart e Beethoven) La sua bevanda preferita è il caffè; nella sesta stagione lo sostituisce con il tè verde per via delle forti emicranie che comincia ad avere, per poi riprendere a berlo regolarmente dalla stagione successiva. Essendo così giovane (nel primo episodio ha 23 anni), è un po' considerato il 'piccolo' del gruppo e tutti si mostrano molto protettivi verso di lui, anche per via della sua scarsa forza fisica. È entrato nell'FBI a 20 anni, e a 22 si è unito alla BAU come Agente Speciale Supervisore; non ha mai considerato un'altra professione, infatti si è preparato tutta la vita per fare il profiler. Il suo primo caso "sul campo" è stato quello di Brian Matloff, lo "Strangolatore di Blue Ridge" come dichiarato nell'episodio 3x19, "Tabula rasa". Viene sempre presentato con l'appellativo di "Dottore" su proposta di Gideon e nella prima stagione Hotch gli spiega che il motivo è che data la sua giovane età, come agente forse non verrebbe preso sul serio. Ha una mente analitica e un'elevata capacità di concentrazione, anche in situazioni di stress. In molti casi si sono rivelate decisive la sua deduttività e l'abilità nel "collegare" gli elementi del caso, che gli consentono di notare anche i particolari più nascosti o non considerati. 
Ha un buon rapporto con tutti i suoi colleghi, specialmente con l'agente Jareau (che considera una sorella e che nelle prime stagioni è "la sola persona al mondo" a chiamarlo con il diminutivo di "Spence"; successivamente anche Prentiss e Rossi lo chiameranno per nome), verso la quale è molto protettivo e che in un episodio della prima stagione invita alla partita dei Washington Redskins spinto da Gideon (implicando che probabilmente aveva una cotta per lei), e con l'agente Gideon, suo mentore con il quale gioca spesso a scacchi (l'abbandono della squadra di quest'ultimo - spiegato in una lettera indirizzata a lui e che lui imparerà a memoria - e la scoperta della sua morte nella decima stagione colpiranno Reid profondamente, tanto che per molto tempo lascia incompleta l'ultima partita che avevano giocato, calcolando però tutte le mosse mentalmente); vede Morgan come un "fratello maggiore". Si lega molto anche a Prentiss, infatti all'inizio della settima stagione farà fatica ad accettare che lei abbia finto la propria morte (aiutata da JJ e Hotch), sentendosi tradito; riuscirà comunque a perdonare entrambe. Detesta gli addii e i cambiamenti (aspetto in comune con Garcia); ciò deriva probabilmente dal fatto che già da piccolo ha dovuto affrontare l'abbandono da parte del padre (che lo ha lasciato ad occuparsi della madre da solo), oltre appunto all' "assenza psicologica" di Diana. Verrà infatti "colpito" più dei colleghi dagli addii di diverse figure importanti per lui nel corso della serie: innanzitutto quello di Gideon all'inizio della terza stagione (e ancora di più la sua morte nella decima); poi la partenza (temporanea) di JJ all'inizio della sesta; la "presunta morte" di Prentiss sempre nella sesta; l'uccisione di Maeve nell'ottava; l'addio di Morgan nell'episodio 11x18 (Reid ammetterà di "non riuscire ad immaginare la BAU senza di lui"), e quello di Hotch all'inizio della dodicesima stagione (anche se di questo ne viene a conoscenza, come tutti gli altri, in modo indiretto, quando nel 12x06 Rossi li informa che Hotch si è dimesso per entrare nella Protezione Testimoni e proteggere suo figlio dal "Signor Graffio"). I suoi soprannomi all'interno della squadra sono: "Ragazzino" (da Morgan), "Ragazzo Meraviglia" ("Wonder Boy") (da Garcia), "Genietto", "Einstein" (da Rossi). 
Negli episodi "Raphael" (I e II) viene preso in ostaggio da un S.I., che lo droga e lo stordisce più volte, facendogli sperimentare allucinazioni e un'esperienza di pre morte. Quando decide di ucciderlo, Reid riesce a disarmarlo e a sparargli. Spencer rimarrà scioccato da questa esperienza, al punto da diventare per un periodo dipendente da uno stupefacente derivato dall' eroina (e a nasconderlo, anche se Hotch e Gideon se ne accorgeranno), ma alla fine tornerà a concentrarsi sul lavoro anche grazie ai consigli dei suoi colleghi. Della sua vita privata si sa ben poco: ha un amico di studi molto importante, il quale durante il primo giorno all'interno dell'FBI ha rinunciato, per darsi al jazz a New Orleans. Nell'episodio 4x08 si scopre che ha un Dottorato in Chimica, uno in Matematica e uno in Ingegneria conseguiti al CalTech, oltre a possedere una Laurea in Psicologia e una in Sociologia (ha cominciato a studiare per riuscire a trovare a tutti i costi una cura per la malattia della madre, e perché si era convinto che, se fosse diventato un "genio", suo padre sarebbe tornato) sta cercando di laurearsi anche in Filosofia (si suppone che entro la fine della serie sia riuscito ad ottenere anche quest'ultima). La sua "seconda scelta" era la Yale University. Nell'episodio 4x03, "Fede cieca", lui e Prentiss vanno sotto copertura in una setta guidata da Benjamin Cyrus per investigare su presunti abusi su minori. Quando arriva una soffiata che all'interno dell'edificio ci sono dei Federali, Prentiss esce allo scoperto dichiarando però di essere l'unica, quindi viene separata dagli altri e picchiata dagli uomini di Cyrus. Dopo che la SWAT e l'FBI fanno irruzione nella sede della setta uccidendo il leader e liberando le donne e i bambini, sul volo di ritorno Reid esprime all'amica il proprio senso di colpa perché ha lasciato che lei lo proteggesse. Nel 4x24 contrae l'antrace indagando su un caso in Maryland, ma gli viene somministrato un antidoto. Nella quarta stagione scopre che il padre, noto avvocato di Las Vegas, si è allontanato dalla famiglia per proteggere il piccolo Spencer da un pedofilo, già accusato della morte di un altro bambino, e i rapporti tra i due Reid, padre e figlio, si chiariscono. È il padrino di entrambi i figli di JJ e del compagno, poi marito, Will LaMontaigne; e del figlio di Morgan, chiamato Hank Spencer in onore del suo "fratello minore". 
Verso metà della sesta stagione comincia ad avere forti emicranie, associate ad episodi allucinatori, difficoltà a dormire e sensibilità alla luce: preoccupato di aver ereditato la schizofrenia, va da un medico il quale tuttavia non trova "niente che non vada in lui" e pensa che i sintomi possano avere origine psicosomatica. Nell'episodio 6x17 si confida con Emily; nel 6x19, dopo la "presunta morte" di quest'ultima, lo dice anche a Morgan. Nel 6x16, "Note dal profondo", riesce a comunicare con un ragazzino autistico di dieci anni che ha assistito al ferimento e al rapimento dei genitori suonando con lui un motivo al pianoforte; quando Rossi osserva che non aveva idea che il collega sapesse suonare, Reid risponde che infatti non ne è capace, non è mai andato a lezione, ma "essenzialmente è tutta matematica". Nel 7x11, i colleghi lo sorprendono con una festa a sorpresa per i suoi 30 anni (già nella seconda stagione aveva festeggiato il compleanno). Nell'ottava stagione vive una storia d'amore platonica (sono in contatto soltanto tramite telefoni pubblici) con una genetista, Maeve Donovan, che verrà uccisa dalla sua stalker sotto gli occhi di Reid. Sarà un duro colpo per lui (che si chiuderà in casa per due settimane, senza rispondere alle chiamate dei colleghi e senza ritirare i regali che loro gli lasciano davanti alla porta, anche se per un episodio collaborerà al caso fornendo le proprie intuizioni via telefono) ma con il tempo riuscirà a riprendersi (nell'8x20 ammetterà a Rossi di avere problemi ad addormentarsi perché se succede, sogna, e sogna Maeve, ma non vuole perché non ha mai potuto toccarla quando era viva; alla fine dell'episodio riesce finalmente a dormire e sogna di ballare con lei). Nel doppio finale della nona stagione viene ferito gravemente al collo da un proiettile mentre proteggeva Blake; in ospedale, tentano di ucciderlo una seconda volta ma Garcia spara all'uomo assoldato per farlo con la pistola di Reid, salvandogli la vita. Tornato a casa, lui chiede spiegazioni a Blake riguardo Ethan, nome che le ha sentito pronunciare prima di perdere conoscenza: lei gli rivela che era suo figlio, morto a 9 anni per una malattia mai chiarita, e che Reid glielo ricorda. Dopo averlo salutato, lui trova nella propria borsa il suo tesserino dell' FBI (infatti Blake ha deciso di dare le dimissioni per trasferirsi a Boston). Nel 10x11, "Il Popolo Eterno", è l'unico ad accorgersi del PTSD di JJ (essendo passato un anno dal suo rapimento e tortura) e l'unico a cui lei confida che quando era in Afghanistan aveva scoperto di essere incinta, ma ha perso il bambino nell'esplosione del veicolo che trasportava la task force. Lei gli chiede di trovare un termine che definisca il suo "stato", perché "è molto più del Disturbo da stress": alla fine dell'episodio, lui ammette di non esserci riuscito, ma, per provare ad aiutarla, ha contattato Emily e si è fatto mandare il fascicolo di Tivon Askari (il torturatore e il responsabile dell'aborto di JJ), che ha messo nel suo vecchio ufficio; JJ lo ringrazia e, sfogliandolo, sconfigge l'allucinazione di Askari. 
Nell'episodio 11x11, "Entropia", svolge un ruolo centrale nel "piano" elaborato dalla BAU per catturare e smantellare una volta per tutte la rete di sicari che ha preso di mira Garcia e, alla fine, esprime a Morgan nuovamente la propria paura di ereditare la condizione materna, questa volta la demenza, avendo "saltato" il marker genetico per la schizofrenia al compimento dei 30 anni. Nel 12x04, "Il Custode", condivide con Rossi la notizia che la madre è stata accettata come partecipante in uno studio rivoluzionario sull'Alzheimer presso la Johns Hopkins University di Baltimora, per venirne esclusa successivamente per tagli al budget. Reid ne individua un altro a Houston, in Texas, ma poi decide di prendere la madre in casa con sé. Un lungo arco della dodicesima stagione lo vede accusato di un omicidio avvenuto in Messico, ma la squadra riesce a farlo trasferire in una prigione federale degli Stati Uniti. Condannato a scontare da tre a cinque anni, gli sarà negata la condizionale e per questo dovrà restare in carcere fino al processo. Verrà infine rilasciato quando si scoprirà che dietro l'incarcerazione c'è Cat Adams, sicaria manipolatrice con un'ossessione per Spencer già incontrata dalla BAU (episodio 11x11). All'inizio della tredicesima stagione viene reintegrato al suo lavoro nell'FBI alla condizione che ogni 100 giorni di servizio se ne prenda 30 di congedo, perciò Prentiss (diventata Capo Unità nella 12) gli organizza dei seminari sotto forma di lezioni ai nuovi agenti su argomenti a scelta di Reid. Nella première della quattordicesima stagione (che coincide con l'episodio 300 della serie) viene rapito, insieme a Garcia, dai "Credenti", una setta guidata dal "Messia" Benjamin Merva, i quali incolpano Spencer della morte del loro ex leader, incontrato dalla BAU dieci anni prima, e hanno intenzione di renderlo la loro 300ª vittima per esaudire una profezia. Garcia riesce a scappare e grazie ad un indizio di Reid la squadra lo salva appena in tempo. In questa stagione continua a tenere dei seminari. Nell'ultimo episodio, tenuto in ostaggio da un S.I. insieme a JJ, assiste alla confessione di quest'ultima di come lei lo abbia sempre amato (in realtà Jennifer era stata costretta dall'uomo che puntava loro contro una pistola a rivelare il suo più oscuro segreto); più tardi, al matrimonio di Rossi e Krystall, Reid le chiede se ciò che ha detto sia vero e lei risponde che l'ha detto soltanto per distrarre l' S.I. e poterlo sopraffare, allora il collega non insiste. 
Nella première della stagione 15 (l'ultima della serie), JJ finisce in ospedale in gravi condizioni e al suo capezzale si precipita Spencer: i due hanno un dialogo toccante al termine del quale scelgono di non dare seguito ai loro sentimenti per preservare la loro amicizia (malgrado lei confermi quanto detto) e perché JJ è felice della famiglia che ha creato negli anni. Inoltre Reid va a fare visita alla madre Diana, la quale in un momento di lucidità gli fa capire che non può considerarsi soltanto suo figlio e che non può aspettare il giorno in cui JJ vorrà vivere una vita con lui (perché potrebbe non avvenire mai), ma deve trovare qualcosa che lo renda davvero felice. A colloquio con una terapista, questa gli assegna il "compito" di avere una normale conversazione con qualcuno al di fuori del lavoro: in un parco conosce Maxine, che decide di frequentare spronato proprio da Jennifer. All'inizio del finale di serie sviene nel proprio appartamento a causa di emorragia intracerebrale conseguenza dell'esplosione del giorno prima che ha ucciso sei agenti; viene trovato da JJ e Garcia che lo portano in ospedale dove lui, durante il coma, ha delle "visioni" di "fantasmi del passato" (l'ex Capo Sezione Erin Strauss, il "Mietitore" George Foyet e Maeve) che lo fanno riflettere su tutto quello che ha subìto in quegli anni e, soprattutto Maeve, lo aiuta a scegliere cosa vuole fare davvero nella sua vita e se combattere per sopravvivere o "lasciarsi andare al grande ignoto". Alla festa di addio di Garcia, si viene a sapere che continuerà a lavorare con l'Unità di Analisi Comportamentale, alternandovi le lezioni ai nuovi agenti dell'FBI.

### Jennifer "JJ" Jareau
Jennifer "JJ" Jareau (interpretata da A. J. Cook; stagioni 1-in corso; guest 6), nata e cresciuta a East Allegheny, cittadina vicino a Pittsburgh, in Pennsylvania, in una grande casa con la sorella maggiore Rosalyn e i genitori. Ha avuto un'infanzia felice, e nelle giornate estive lei e la sorella giocavano fuori tutto il giorno. Si è diplomata con il massimo dei voti all'East Allegheny High School (dove era capitano della squadra femminile di calcio), mentre a Pittsburgh ha frequentato il college grazie ad una borsa di studio atletica. Ha deciso di entrare nell'FBI dopo aver assistito, all'ultimo anno alla Georgetown University di Washington D.C. (sebbene nella serie non sia mai stato esplicitato che abbia cambiato università), ad una conferenza dell'Agente Speciale Supervisore e co-fondatore dell'Unità di Analisi Comportamentale David Rossi, tenutasi nella libreria dell'Università (in un episodio gli rivelerà che non sapeva cosa fare della sua vita finché non ha ascoltato la presentazione del suo secondo libro); quella sera ha acquistato il volume e l'autunno seguente ha presentato domanda per l'Accademia di Quantico. Appare fin dal secondo episodio della prima stagione come addetta alle "pubbliche relazioni", esperta in comunicazioni e burocrazia, o come dice lei stessa "la liaison tra la BAU e il resto del mondo": infatti si occupa di gestire i rapporti con i media agendo da portavoce (ad es, per impedire loro di diffondere aggiornamenti sugli assassini, o fughe di notizie, oppure organizzando conferenze stampa per "trarre vantaggio" dalla loro presenza), e da intermediario con le forze dell'ordine di tutto il Paese che chiedono un consulto alla BAU (riceve per prima le notifiche o i file dei casi, che esamina, e successivamente, se è accertato che si tratta di un crimine seriale, convoca la squadra). Allo stesso modo, è lei che di solito parla con le famiglie e i conoscenti delle vittime, quando l'indagine è ancora all'inizio, per raccogliere più informazioni possibili sulle loro abitudini e stili di vita, e a rassicurarle che la squadra è impegnata al massimo. Essendo molto empatica, riesce ad entrare in confidenza con le persone con cui parla, e a lasciare che si fidino di lei (si può dire che, insieme a Garcia, JJ rappresenti un po' il "lato umano" del loro lavoro, e questa qualità si amplifica nel momento in cui diventa madre); e poi gli estranei sono più propensi a dialogare con una donna. Da subito, si fa chiamare JJ (diminutivo che usava anche la sorella) e si dimostra attenta e sensibile soprattutto verso le famiglie e i/le sopravvissuti/e, riuscendo a comprendere il loro stato d'animo, a trovare il modo migliore per dare loro buone o cattive notizie e per tranquillizzarli. È anche molto paziente e rispettosa dei sentimenti altrui, specialmente del dolore, in quanto è consapevole che cambierà per sempre la vita delle famiglie che stanno per ricevere da lei notizie. Malgrado per le prime cinque stagioni non sia una profiler, partecipa comunque ai "brainstorming" della squadra. Nell'episodio 1x04, si scopre che è una grande fan dei Washington Redskins, come rivelato da Gideon (che aveva spinto Reid a invitarla ad una partita - non è chiaro se lo continui ad esserlo anche nelle stagioni successive); nel finale della stessa stagione, che da piccola collezionava farfalle rare; nel 2x04, che è spaventata dai boschi; nel 2x14, che è bravissima a freccette (probabilmente perché dove viveva lei era quasi "lo sport nazionale", sebbene poi crescendo abbia preferito il bowling). Ha una vera passione per le patatine in busta (in ingl. "cheetos"): spesso la si vede mangiarle durante i viaggi in aereo o in sala operativa; ne è talmente golosa da utilizzare "Alito di Patatine" ( = "Cheeto breath") come nome utente per le partite di Scarabeo online contro Prentiss (nel periodo in cui quest'ultima era in clandestinità perché entrata nella Protezione Testimoni - ep.7x04). Conosce un po' di spagnolo, probabilmente derivante dagli studi scolastici (ep.7x18); nell'8x05, "La buona terra", racconta che i suoi nonni avevano una fattoria in Pennsylvania e sua nonna una volta ha dovuto praticare un taglio cesareo d'emergenza ad una mucca (questo aneddoto contribuirà a individuare l'assassino nel caso corrente). Nel 9x21, "Che succede a Mecklinburg...", viene sottinteso che al college ha partecipato alle classiche "feste delle confraternite". Nel 10x17, "Asfissia erotica", dopo che l'Agente Callahan annuncia di essere incinta, JJ le spiega che quando lei aspettava Henry si metteva gli auricolari sulla pancia per non fargli sentire tutti i loro discorsi su omicidi e violenza: gli faceva ascoltare i Beatles, i Bee Gees ecc..., anche se Reid pretendeva che il nascituro ascoltasse Mozart. Nell'episodio 2x07 Hotch le propone di frequentare il corso di analisi comportamentale per diventare una profiler, ma lei risponde che le piace "essere la voce dall'altra parte del telefono" con cui gli agenti e i parenti possono parlare. In "Raphael" (parte I e II - epis. 2x14/2x15 -), lei e Reid si dirigono a casa di un S.I., si separano e lei si imbatte in un gruppo di cani noti per cibarsi di carne umana che quasi l'attaccano; sebbene sia in grado, passato lo spavento, di sparare loro, questo evento le lascia delle piccole "cicatrici psicologiche" (ad un certo punto, ha un'allucinazione di uno di essi dietro di lei e per poco non spara a Prentiss), facendo in seguito sembrare che abbia sviluppato una fobia per i cani di grossa taglia. Nell'episodio 2x18 "Jones", conosce a New Orleans (dove la squadra si è recata per riaprire l'indagine su un presunto emulatore di Jack Lo Squartatore, che teoricamente però è morto nell'uragano Katrina) il detective del Dipartimento di Polizia locale William "Will" LaMontagne Jr., ed è chiaro che sono attratti l'uno dall'altra, tanto che alla fine dell'episodio lei gli dà il proprio numero. Will ricompare nel 3x17 "I segreti degli altri" quando si scopre che si frequentano sentimentalmente da un anno: inizialmente hanno una discussione perché lei vorrebbe mantenere separata la vita privata dal lavoro, ma lui pensa che il motivo per cui JJ non vuole dire niente ai colleghi sia che si vergogna di lui, allora lei, dopo la chiusura del caso e prima di lasciare Miami, lo bacia davanti agli altri per dimostrargli che a lui ci tiene davvero, ma questi lo avevano già intuito dalla prima volta che li avevano visti interagire. Nell'episodio 3x09, "Penelope", spara per la prima volta quando uccide con un singolo e preciso colpo, che manda in frantumi la porta dell'ufficio in cui si trovava, Jason Clark Battle, l'uomo che aveva sparato a Garcia e che era riuscito a penetrare all'interno del Quartier Generale di Quantico. Nel 3x18, "Vite incrociate", scopre di essere incinta e informa Will; nel 3x20, "Bassa Intensità", lui la raggiunge a New York per prendere alcune decisioni in merito al bambino e lei lo annuncia ai colleghi; alla fine dell'episodio lei trova un pacco lasciatogli da lui che contiene il suo distintivo del NOLAPD (ha deciso infatti di licenziarsi per spostarsi alla Polizia Metropolitana di Washington, in modo che nessuno dei due debba rinunciare al proprio lavoro). JJ entra in travaglio nell'episodio 4x07, "Labirinti della memoria" (andato in onda il 12 novembre 2008) e dà alla luce Henry (interpretato nella serie dal primo figlio dell'attrice A.J. Cook, Mekhai Andersen, nato il 13 settembre 2008 - la creazione di una relazione sentimentale per il personaggio è stata appunto dovuta alla gravidanza dell'interprete -), scegliendo Reid e Garcia come padrino e madrina. Va in congedo maternità nel 4x08 (il che ha coinciso appunto con la "pausa" presa dall'attrice nella vita reale) assumendo personalmente l'Agente della Divisione Anti-Terrorismo Jordan Todd come sua "sostituta temporanea", e fa ritorno nell'episodio 4x14. Nel 5x07, "La musica del sangue", si dirige da sola a casa della migliore amica di una delle vittime per parlarle, ma viene tramortita proprio da lei (che, insieme ad un complice, in realtà è la responsabile degli omicidi su cui la squadra è stata chiamata a indagare); riprende i sensi riuscendo ad arrestarla, mentre sopraggiungono i colleghi che fermano il complice. Nel 5x13, "Giochi pericolosi", lotta per far sì che la BAU segua il caso di un improvviso e preoccupante aumento di suicidi tra ragazzini in Wyoming (poiché convinta che dietro ci sia dell'altro), e sul jet di ritorno, racconta a Hotch (ancora distrutto per la morte della moglie Haley) il motivo per cui aveva preso tanto a cuore il caso: sua sorella maggiore Rosalyn (Roz) si è tolta la vita tagliandosi le vene nella vasca da bagno a 17 anni (JJ ne aveva 11), e prima di compiere quel tragico gesto è entrata in camera sua, le ha promesso che qualunque cosa sarebbe successa le avrebbe voluto sempre bene e le ha regalato la propria catenina d'oro (che era la preferita di Rosalyn, perciò JJ non voleva prenderla, ma la sorella aveva insistito; in fondo JJ era stata contenta di riceverla avendone sempre desiderata una uguale), che da quel momento Jennifer non ha mai tolto. Dice a Hotch che pensa a lei ogni giorno, e che con il tempo, perdere una persona cara non darà più dolore. Vari successivi episodi della serie (8x14, 9x05, 9x06 e in particolare il quinto della quattordicesima stagione, ambientato a East Allegheny) forniscono ulteriori dettagli sull'evento: Rosalyn si è servita di uno dei rasoi del loro padre, ed è stata proprio JJ a trovarla morta la mattina seguente, restando "paralizzata" davanti alla porta del bagno per circa 10 minuti perché la sua mente "si rifiutava di elaborare ciò che vedeva" (ep. 14x05, "L'Uomo Alto"). Dopo questo "trauma", Jennifer non è più riuscita ad entrare in camera della sorella per molto tempo, e il padre ha abbandonato la famiglia e si è in seguito risposato. Inizialmente si pensava che il motivo principale per cui Rosalyn si fosse tolta la vita fosse il suo stato depressivo (si era chiusa in sé stessa e non voleva più confidarsi nemmeno con la sorella), a cui avevano contribuito i litigi tra i genitori, al tempo frequenti per via dei soldi, ma sempre l'episodio 14x05 fa emergere una dolorosa verità: la ragione era che la ragazza era diventata "oggetto delle attenzioni" di un predatore sessuale (il consulente scolastico del liceo), il quale si era approfittato della sua "fragilità emotiva" per farle abbassare le difese e guadagnarsi la sua fiducia. La relazione tra i due era terminata poco prima del suicidio, e la catenina d'oro era un regalo di lui per dimostrarle il proprio amore e per far sapere che la considerava un proprio "trofeo" (Rosalyn l'aveva poi regalata alla sorella per "metterla in guardia" e fare in modo che l'uomo che aveva fatto del male a lei le stesse lontano, poiché sapeva che JJ sarebbe stata "più forte"). Lo stesso episodio vede finalmente il responsabile arrestato, e nel 14x12 la madre Sandy, venuta in visita a Washington, le dice di essere "orgogliosa" di lei sia perché con il suo lavoro riesce ad essere "un punto di riferimento" per le persone, sia perché ha scoperto la verità sulla morte di Rosalyn. Nella première della stag. 6, "Una lunga, lunga notte", è costretta, malgrado non abbia le competenze "adatte" e si senta a disagio, ad agire da negoziatrice con il serial killer soprannominato "Il Principe delle Tenebre": inizialmente fa appello alle sue insicurezze emotive, ma poi, non essendo in grado di empatizzare con lui, va contro le indicazioni di Hotch e dice all'S.I. esattamente quello che pensa, ovvero che nessuno può aiutarlo e che non può fare agli altri ciò che è stato fatto a lui; le sue parole lo fanno riflettere e lui libera la ragazzina che aveva rapito, facendosi poi uccidere da Morgan. Nell'episodio successivo, intitolato "JJ", si viene a sapere che le è stata offerta dal Pentagono una posizione di rilievo come liaison per il Dipartimento della Difesa per ben due volte, e lei l'ha rifiutata (tenendo all'oscuro la squadra) entrambe le volte perché "il suo posto è nella BAU"; tuttavia, questa volta viene "costretta" ad accettare dall'autorità della Capo Sezione Strauss, e Hotch non può fare nulla per impedirlo. Dopo aver salutato i colleghi, in particolare Spencer e Penelope, quindi, JJ entra in ascensore e lascia l'Unità mentre la sua voce fuori campo recita un monologo di chiusura (il motivo dell'addio, fortunatamente temporaneo, era che il contratto dell'attrice era stato rescisso a causa di tagli al budget e costi economici per il lancio dello spin off "Suspect Behavior"; lo stesso è avvenuto con l'attrice Paget Brewster alcuni episodi dopo; entrambe sono state poi riassunte "a tempo pieno" nella stagione 7, dopo che i fan avevano inviato lettere e petizioni alla produzione). Hotch la richiama nell'episodio 6x18, "Lauren", per aiutarli a stendere un profilo di Prentiss (che è scomparsa e quasi sicuramente nei guai) e localizzarla. È, insieme a Hotch, una delle poche persone a sapere che in realtà Emily è sopravvissuta all'intervento chirurgico, avendola aiutata a fingersi morta per poter entrare nella Protezione Testimoni; infatti, alla fine dello stesso episodio, la si vede consegnare, a Parigi, dei documenti ad una donna di spalle (riconoscibile dalla voce in Prentiss) e augurarle "Buona fortuna". JJ ricompare, per una breve scena, nel finale della sesta stag., in cui Rossi sta parlando con qualcuno nel proprio ufficio: questo qualcuno è proprio JJ, la quale, approfittando della temporanea assenza della Strauss e dei tagli al budget, gli comunica che tornerà nella squadra. Nella première della settima, "Contro ogni nemico", la BAU è convocata davanti al Congresso per un'udienza in merito al caso Doyle e quindi alla "finta morte" di Prentiss, che torna dai colleghi tra lo shock generale e la rabbia di alcuni (come Reid, che si dimostra freddo con Jennifer dopo aver saputo che lei era a conoscenza dell'inganno, ma riuscirà a perdonare entrambe). Sarà proprio Emily a prendere le loro difese davanti alla Commissione, e sia lei che JJ vengono riammesse in squadra (la seconda ormai in qualità di profiler a tutti gli effetti, avendo ricevuto l'addestramento necessario; le sue precedenti mansioni verranno divise, da qui in avanti, tra Hotch e Garcia). Quando un S.I. armato prende un ostaggio, lei lo affronta da sola convincendolo ad abbassare l'arma; provando ad arrestarlo, però, lui reagisce e tenta di pugnalarla; istantaneamente, lei sfoggia sorprendenti capacità di combattimento per sopraffarlo. Alla fine dell'episodio (il 7x14), viene rivelato che è stato Morgan ad insegnarle quelle tecniche, come parte del suo addestramento. Il finale della settima stag. la coinvolge personalmente: Will interviene in una rapina ad una banca di Washington (ad opera di un gruppo di tre persone conosciute come "Le Figure delle Carte"), e viene colpito da un proiettile; JJ, che insieme al resto della squadra stava assistendo dalle telecamere di sorveglianza, è sconvolta perché il video salta proprio nel momento del ferimento di Will, e in più successivamente la banca esplode. I rapinatori (che si sono serviti del C4 come "diversivo" per fuggire e completare il loro piano) tengono in ostaggio il detective, e la situazione diventa più critica quando viene fuori che lui ha, non intenzionalmente, rivelato il loro indirizzo, rendendo quindi il piccolo Henry vulnerabile. JJ (la quale si dà la colpa per non aver rispettato il "patto" con il compagno di non lasciare mai il figlio da solo) e Rossi si precipitano subito alla loro casa, dove l'Agente ha uno scontro fisico con la leader de "Le Figure delle Carte"; questa cerca di ucciderla con la sua pistola di servizio, ma Jennifer riesce a togliere il caricatore prima che la criminale possa premere il grilletto e ad avere la meglio, riabbracciando il figlio. Will viene salvato da Prentiss; in ospedale, lui le richiede di sposarlo e lei accetta. Rossi, che l'ha capito dal loro atteggiamento, organizza a sorpresa una piccola ma romantica cerimonia di nozze nel giardino sul retro della sua casa, invitando tutti, compresa la madre di Jennifer (che le porta l'abito da sposa indossato il giorno del proprio matrimonio). Segue il ricevimento, durante il quale Reid impressiona il piccolo Henry con trucchi di magia, tutti brindano agli sposi e poi ballano, con Prentiss che li osserva per "imprimere" nella memoria ogni istante di quel momento felice (infatti ha deciso di accettare l'offerta di dirigere l'ufficio Interpol di Londra). L'ultima scena del finale dell'ottava stagione si svolge esattamente nello stesso posto, il giardino di Rossi, ma stavolta l'atmosfera è diversa in quanto i membri della squadra si ritrovano per una sorta di "veglia funebre" in memoria del Capo Sezione Erin Strauss, uccisa dal "Replicatore" (Rossi ricorderà come l'anno precedente si fossero riuniti per "celebrare la vita, l'amore e le belle persone"). Nell'episodio 9x14, intitolato "200" essendo il duecentesimo della serie, viene rapita insieme a Mateo Cruz (che ha preso il posto della Strauss all'inizio della stag), incatenata e torturata tramite water-boarding ed elettroshock perché il loro carceriere vuole disperatamente i loro codici di accesso a "Integrity", che la squadra scoprirà trattarsi di un database creato appositamente per una missione del 2011 in Afghanistan che aveva l'obiettivo di catturare Bin Laden; JJ era entrata nella speciale task force che perseguiva tale missione con il ruolo di condurre gli interrogatori femminili affiancata dall'interprete, perciò l'incarico presso il Dipartimento della Difesa nella sesta stagione era in realtà una copertura. Il Dipartimento di Stato si rifiuta di condividere con Hotch informazioni per rintracciare l'Agente Jareau, allora lui (dato che sia il cellulare di lei sia quello di Cruz sono spenti, e i loro file criptati) contatta Prentiss, la quale avendo trascorso molto tempo con JJ in quel periodo, potrebbe sapere qualcosa di utile; in alcuni flashback, Emily effettivamente ricorda che, dirigendosi in aereo verso Parigi (sono i momenti successivi allo scontro tra Emily e Doyle nel 6x18), lei e l'amica avevano parlato delle cicatrici lasciate da Doyle, e poi Prentiss aveva notato che qualcosa la turbava. JJ le aveva rivelato il suo sospetto che all'interno della task force ci fosse un agente "doppio" (perché la sua informatrice era stata trovata morta nel covo dove si pensava si trovasse Bin Laden): inizialmente i colleghi si orientano su Cruz, ma poi, grazie alle conoscenze all'Interpol di Prentiss capiscono che il rapitore è Tivon Askari, torturatore professionista che lavora per "il miglior offerente", e che chi faceva il "doppio gioco" era Michael Hastings, un membro della task force (i sospetti di Jennifer erano quindi fondati). La mossa successiva è di cercare di rintracciare il luogo in cui lei e Cruz vengono tenuti, ma Garcia ha difficoltà perché il segnale rimbalza attraverso server proxy in tutto il mondo; nel frattempo, anche JJ deduce che il "traditore" è Hastings, e quando quest'ultimo minaccia di stuprarla, Cruz si arrende e dà il proprio codice. Appena viene confermato, Hastings lo fa portare in una stanza accanto e si sente un colpo di pistola; credendo che lo abbiano ucciso, JJ comincia a digitare il proprio codice, ma inserisce i caratteri al contrario in modo da far attivare un "allarme silenzioso" (parola "Blackbird", cioè "merlo", il titolo di una canzone dei Beatles che JJ e Prentiss avevano utilizzato come "metafora" durante il loro dialogo sull'aereo) sul computer di Garcia. In quel momento arriva Prentiss, che spiega il significato della parola, e Garcia è in grado di comunicare agli altri l'indirizzo del luogo in cui si trovano JJ e Cruz appena prima che i funzionari del Dipartimento di Stato li "chiudano fuori" dalla rete. Vi si recano tutti, e liberano entrambi; Jennifer è provata, ma si lancia all'inseguimento di Hastings perché per lei "è una questione personale" (infatti in Afghanistan aveva scoperto di aspettare un bambino, e lo aveva confidato soltanto a Cruz, nemmeno a Will, ma l'ha perso nell'esplosione in cui era stata coinvolta la task force; si è poi resa conto che Hastings era venuto a saperlo origliando la conversazione). Lottano per un po', e alla fine lui cade dal tetto dell'edificio morendo sul colpo, mentre lei viene trattenuta per un soffio da Emily. Si riunisce a Will, giurando che da quel momento ci sarà solo la verità. Nell'episodio 10x06, "Se la scarpetta", è lei a intuire che il Soggetto Ignoto è una ragazza che si considera una "Cenerentola vendicatrice"; inoltre, ha una discussione con la madre su se sia "giusto" mettere il piccolo Henry a conoscenza dell'esistenza di Rosalyn e della sua morte (infatti Jennifer lo ha sempre tenuto all'oscuro adducendo come scusa l'età del figlio, al contrario di Sandy che invece vorrebbe dirglielo); dopo un dialogo con Reid durante l'indagine che la fa riflettere, alla fine dell'episodio JJ torna a casa trovando Henry che non riesce a dormire, e decide di raccontargli dell'infanzia felice con la sorella in Pennsylvania. Nel 10x11, "Il Popolo Eterno", è trascorso un anno esatto dal suo rapimento e tortura da parte di Askari e nel corso dell'episodio JJ sperimenta il PTSD ("Disturbo Post Traumatico da Stress") sotto forma di allucinazioni di sé stessa stesa sul tavolo autoptico e di flashback della tortura. Reid è l'unico ad accorgersene e vorrebbe aiutarla a "stare meglio": tra le lacrime, lei gli confida dell'aborto spontaneo e gli chiede un termine che definisca ciò che sta passando perché "è molto di più del Disturbo da Stress"; lui non ne ha uno, ma promette che lo cercherà. Rientrati a Quantico dopo la chiusura del caso, Spencer le riferisce di non aver trovato la parola, e di aver invece contattato Emily a Londra per farsi mandare il fascicolo completo del terrorista (senza naturalmente rivelare il vero motivo), che ha sistemato nel vecchio ufficio di JJ, volendo comunque aiutarla; lei lo ringrazia e, malgrado all'inizio sia ancora tormentata da Askari che la deride dicendole che "le porterà via tutto da renderla irriconoscibile", sfogliandolo riesce a sconfiggere l'allucinazione. Nel 10x13, "Il Passero di Nelson", è sconvolta, come gli altri colleghi, nel vedere il cadavere del profiler veterano Jason Gideon, e a disagio per dover "frugare" tra i suoi effetti personali. Nel 10x17, "Asfissia erotica", la collega Kate Callahan annuncia di essere incinta e Jennifer le consiglia di provare a mettere gli auricolari sulla pancia, in modo da "isolare" il nascituro dai loro discorsi su omicidi e violenza (stesso "trucco" applicato da lei quando aspettava Henry). Nel 10x21, "Signor Graffio", alla domanda di Hotch su quale fosse la sua "paura infantile", lei risponde che era quella di essere separata dai propri genitori. Nel finale di stagione, il 10x23, "La Caccia", viene sorpresa da Reid mangiare di nascosto dei biscotti secchi e gli conferma di essere nuovamente in dolce attesa. Nella première dell'undicesima stagione (11x01 "Un lavoro sporco"), infatti, appare solo brevemente, in una scena al telefono con Hotch mentre sta cullando il secondogenito Michael (interpretato, come accaduto con il primo, dal secondo figlio di A. J. Cook, Phoenix Andersen, nato il 23 luglio 2015), essendo in congedo maternità; rientra al lavoro nell'episodio 11x07, "Un mondo di squali", venendo riaccolta con gioia soprattutto da Spencer e Penelope, la quale le mostra la sua scrivania adornata di tutte le foto dei bambini che JJ ha costantemente condiviso con loro durante il congedo. Nell'11x16, "Derek", lavora con il resto della squadra per localizzare e salvare Morgan, che è stato rapito e viene torturato da un gruppo di mercenari; nell'11x18, "Ogni fine ha anche un inizio" (che conclude l' "arco narrativo" che conduce all'uscita di scena del personaggio di Shemar Moore), arrivano in ospedale in tempo per la nascita del figlio del collega, chiamato Hank Spencer, e il giorno successivo JJ è tra coloro (gli altri sono Reid e Garcia) che gli danno l'addio; lei gli regala una foto incorniciata di tutto il gruppo scattata in ospedale e gli promette che per lui ci saranno sempre. Nell'episodio seguente (11x19, "Omaggio"), la BAU ritrova Emily Prentiss, la quale vi si rivolge per identificare e catturare un serial killer internazionale; nel finale di stagione, JJ assiste di prima mattina all'arresto di Hotch da parte della SWAT, davanti a Jack e ad Henry, e poi si impegna con la squadra per dimostrare che è stato incastrato. Il secondo episodio della dodicesima stagione, "Sensi di colpa", ha una struttura particolare in quanto il "racconto" del caso parte dalla fine: JJ torna a casa nel cuore della notte ferita ad una mano e visibilmente scossa, allora il marito Will le fa ripercorrere ogni momento dell'indagine condotta su un piromane sadico nei dintorni di Los Angeles, affermando che non può "tenersi tutto dentro". Jennifer si incolpa per aver lasciato morire una ragazza rapita dall'assassino e tenuta legata all'interno di un edificio in fiamme, ma Will le fa notare che se si fosse attardata a liberare anche lei (era riuscita a portare fuori il fratello), probabilmente sarebbero morte entrambe, e le dice che lei è "la sua eroina" e quella "dei loro figli", e che non deve dimenticarlo mai. A metà sempre della dodicesima stagione, JJ è scioccata nell'apprendere dell'arresto di Reid per possesso di droga e poi omicidio in Messico, visto il forte legame che ha con lui ed essendo fermamente convinta che lui non sia davvero capace di un atto tanto orribile: non sopporta di vederlo dietro le sbarre (quando va a trovarlo - riusciranno a farlo trasferire in una prigione federale americana - gli porta un disegno che lo ritrae fatto dai figli), e teme molto per la sua incolumità, soprattutto dopo aver appreso della sua aggressione subita da parte di un gruppo di detenuti. Riusciranno a scagionarlo e a salvare anche la madre Diana, rapita dalla sicaria Cat Adams (con la complicità di Lindsey Vaughn), che ha un "conto in sospeso" con Spencer. Nel finale della stagione, episodio 12x22, tutti i membri della squadra vengono coinvolti in un terribile incidente stradale causato dal "Signor Graffio" (che manda fuori strada i due SUV azionando "da remoto" delle strisce chiodate), che rapisce Prentiss e le fa avere allucinazioni attraverso le droghe; Will si precipita da Jennifer in ospedale e discutono della possibilità di "smettere" con quel lavoro. Nel 13x05, "Colpi di fortuna", JJ fa venire Morgan per aiutare Garcia a superare il PTSD innescato dalle similitudini tra un delitto "recente" e quelli del cannibale psicopatico Floyd Ferell dieci anni prima (ep. 3x08): infatti, era stato a conclusione di quel caso che a Penelope avevano sparato. Nel 13x13, "La cura", JJ riceve un'email di convocazione dalla Vice Direttrice Linda Barnes che la inquieta perché l'ultima volta che ne ha ricevuta una simile è stata rimossa dalla squadra (riferimento all'episodio 6x02); all'inizio del 13x14 quest'ultima le comunica che Prentiss è stata messa in "congedo cautelare" in attesa di una verifica interna, e che sarà lei Capo Unità "ad interim". Nel 13x15, è a disagio per dover "sostituire" l'amica, e inoltre la Barnes si unisce a loro "sul campo" mostrandosi arrogante e autoritaria e cercando di "metterli uno contro l'altro"; il suo differente modo di condurre l'indagine genera attriti e scontri, finché la Vice Direttrice non "scavalca" l'Agente Jareau, la quale, sul volo di ritorno, furiosa, le assicura che, se vorrà "sciogliere" la BAU, lei la "porterà a fondo" con loro. Tuttavia, per ripicca, la Barnes (d'accordo con il Direttore) "ristruttura" l'Unità, creando la posizione di Capo Subordinato apposta per JJ, e chiarisce che ogni decisione grande o piccola dovrà prima "passare" da lei per l'approvazione. Nel 13x16, gli agenti si riuniscono in segreto per lavorare ad un caso individuato da Garcia; quando la Barnes lo scopre licenzia Jennifer, ma alla fine dell'episodio Prentiss viene reintegrata grazie all'intercessione di un Senatore, e riassume quindi sia lei che gli altri che erano stati "ricollocati". La BAU fa ritorno a Quantico. Nel finale della tredicesima stagione, intitolato "Il Credente", JJ teme che Spencer non riesca a pensare lucidamente e ad essere obiettivo riguardo all'Agente Speciale Quinn (trovato rinchiuso in un magazzino quando invece lo si riteneva morto), da lui conosciuto nel corso dei seminari all'Accademia (che era la condizione posta per il suo reintegro al lavoro dopo la prigione), e che sostiene di essere stato rapito da una setta guidata da un certo "Messia"; la première della quattordicesima stagione (300º episodio della serie) riprende dal "cliffhanger" con cui si è chiusa la precedente, ovvero il rapimento di Spencer e Garcia da parte proprio della setta (i cui adepti si riveleranno essere serial killer). JJ si mostra preoccupata per l'amico, ma fortunatamente la squadra arriva prima che il gruppo "sacrifichi" Reid come trecentesima vittima affinché possa adempiersi una profezia, e sollevata nel vederlo incolume, si abbracciano (durante questo episodio vi è anche la rivelazione dell'esito dell' "appuntamento" tra loro due, quando nella prima stagione lui l'aveva invitata ad una partita dei Washington Redskins: JJ lo racconta a Emily dicendo che alla fine avevano chiesto a Penelope di unirsi a loro perché Jennifer pensava che i membri più giovani dovessero frequentarsi anche fuori dal lavoro). Nell'episodio 14x05, "L'uomo Alto" (ambientato a East Allegheny), emerge finalmente tutta la verità sul suicidio della sorella maggiore Rosalyn, e ad un certo punto Rossi le dice di "essere orgoglioso di lei" perché, tra tutti gli agenti con cui ha lavorato, è quella che "è cresciuta di più, cominciando dall'essere responsabile delle comunicazioni, passando a madre, e a profiler"; nel 14x12, "Il pifferaio magico", JJ collabora al caso dalla base di Quantico per trascorrere del tempo con la madre Sandy, venuta in visita, la quale le dice di essere fiera di lei per aver trovato il responsabile della morte della sorella e perché ogni giorno riesce con il suo lavoro a cambiare la vita delle persone. Nel finale di stagione (episodio 14x15, "Verità o penitenza"), mentre lei e Reid sono tenuti in ostaggio da un S.I. che, sotto minaccia di una pistola, li obbliga a rivelare "il loro più oscuro segreto", lui assiste alla sua scioccante confessione su come lei lo abbia sempre amato (ciò darà il tempo a entrambi di liberarsi e sottomettere il Soggetto Ignoto); più tardi, al matrimonio di Rossi e Krystall, lei è accompagnata da Will, ma i loro sguardi si incrociano spesso; lui le domanda se abbia affermato la verità, ma lei risponde che doveva dire qualcosa che "attirasse l'attenzione dell'S.I.", "che lo cogliesse di sorpresa" affinché loro potessero liberarsi; lui sembra crederle, ma non è particolarmente convinto. La quindicesima e ultima stagione riparte sei mesi dopo, con il rapporto tra i due ancora teso. Il primo episodio si conclude con JJ a terra in una pozza di sangue poiché colpita al fianco da un proiettile sparato da Grace Lynch (figlia di Everett, serial killer soprannominato il "Camaleonte"): viene soccorsa proprio da Reid e portata subito in ospedale, dove arrivano anche Will e i bambini; Spencer si incolpa per averla lasciata da sola (nei garage sotterranei dove Everett e Grace stavano scappando) e per essere stato "distante" verso di lei, ma era confuso, non sapeva come comportarsi e come interpretare ciò che lei aveva rivelato, e non le importa se fosse vero o meno, "non può immaginare la sua vita senza di lei". Quando Jennifer finalmente si sveglia, i due hanno un toccante confronto in cui lei dichiara che quello che aveva detto è vero, che lui "sarà sempre il suo primo amore", ma adesso ha una famiglia, è felice, e ama anche il marito e i figli, perciò decidono, di comune accordo, di non "dare seguito" ai propri sentimenti per non "rovinare" la loro amicizia; torna al lavoro nel terzo episodio. Nel quarto, intitolato "Sabato", sprona Spencer a incontrare di nuovo una ragazza conosciuta al parco, avendo notato che lo fa stare bene. Nell'ottavo episodio, "Albero genealogico", JJ riceve l'offerta di dirigere la sede FBI di New Orleans, prendendola seriamente in considerazione perché sarebbero più vicini ai parenti di Will e così i bambini potrebbero vedere più spesso i loro cugini (informa solo Spencer e Penelope). Nel 15x10, finale di stagione e di serie, è lei, insieme a Garcia, a trovare Reid svenuto nel suo appartamento (a causa dell'esplosione della casa sicura del giorno precedente); successivamente, è sempre lei a sparare il colpo, mirando al motore, che fa esplodere il jet su cui è salito Lynch, che dunque muore. Alla festa di addio di Garcia, JJ nel proprio discorso la definisce "sua sorella" e "il collante che ha tenuto unita la squadra" (anche se Penelope aveva sostenuto in passato fosse lei), e si scopre che non ha accettato il lavoro a New Orleans, decidendo quindi di restare alla BAU. Ha un legame di affetto molto profondo con Reid (lui stesso nella prima stagione ammette che lei "è l'unica persona al mondo" a chiamarlo con il diminutivo di "Spence", e solitamente lo chiama per nome - in seguito lo faranno anche Prentiss e Rossi - ), di cui si fida ciecamente (sarà il solo a cui lei confiderà, in un episodio della decima stagione, di aver avuto un aborto spontaneo in Afghanistan) e verso cui è molto protettiva (come lui lo è verso di lei): infatti si preoccupa ad esempio quando lui viene rapito e drogato da Tobias Hankel nella seconda stagione, quando gli sparano nel finale della nona, o appunto quando finisce in carcere nella dodicesima (in un episodio di questa, parlando con Stephen Walker, lo definisce il "suo migliore amico", anche se si può affermare che loro sono quasi come fratello e sorella). Inoltre, lo conforta ogni volta che lui le parla della malattia della madre e del suo timore di ereditarla, e dopo la morte di Maeve (la ragazza che lui aveva iniziato a frequentare telefonicamente) nell'ottava stagione sotto i suoi occhi, lei gli lascia doni davanti alla porta dell'appartamento e in un episodio lo aiuta a riordinare. Il loro unico litigio avviene nell'episodio 7x02, "Prova estrema", dopo che Prentiss, tra lo shock generale, è tornata "dal regno dei morti": Spencer se la prende con JJ per averlo ingannato e perché "si fidava di lei" (le farà notare di essere andato a casa sua "per dieci settimane consecutive" a piangere la perdita di un'amica, e lei "non ha mai avuto la decenza di dirgli la verità"), mostrandosi freddo e sarcastico; si riappacificano alla fine dello stesso episodio, anche grazie all'intervento di Rossi, che (su suggerimento di Hotch) invita i colleghi a casa propria per una lezione di cucina italiana. Il loro legame sarà nuovamente in tensione nel finale della quattordicesima stagione, a seguito dell'inaspettata confessione di lei riguardo ai propri sentimenti, ma si chiariranno nella première della quindicesima (e ultima), dopo che JJ finisce in ospedale. Spencer è anche il padrino di entrambi i figli di Jennifer, Henry e Michael. È anche molto amica di Emily (tanto che appunto la aiuterà a fingere la propria morte, incontrandola in segreto a Parigi per darle tre passaporti di tre Paesi diversi con un conto bancario in ognuno di essi per stare al sicuro) e Garcia: con loro organizza spesso serate "tra sole ragazze" che si prolungano anche fino all'alba; stima e rispetta Gideon e Rossi poiché sono "leggende" dell'FBI e della BAU, considerandoli un "punto di riferimento", ma in generale ha buoni rapporti con tutti, anche con i personaggi che sono "passati" nella serie solo per una o due stagioni, come ad esempio Alex Blake (ottava e nona) e Kate Callahan (decima). 

### Penelope Garcia
Penelope Garcia (interpretata da Kirsten Vangsness; stagioni 2-in corso; ricorrente 1) è l'esperta analista informatica della squadra. Originaria di San Francisco, in California, è nata nel 1977 e ha quattro fratelli adottivi (nella serie ne è apparso solo uno, Carlos); il suo cognome è quello dei genitori adottivi, Barbara ed Emilio Garcia, uccisi da un pirata della strada ubriaco quando Penelope aveva 18 anni; lei si è sentita in colpa per molto tempo perché la sera dell'incidente non aveva rispettato il coprifuoco per la seconda volta quella settimana, perciò loro erano usciti a cercarla. Dopo la loro morte ha attraversato un periodo buio: ha abbandonato il California Institute of Technology (CalTech), è "sparita dalla circolazione" continuando a imparare i segreti della "programmazione informatica" da autodidatta ed è diventata una "gotica", acquisendo il soprannome "La Regina Nera" e, grazie al suo mentore Shane Wyeth (con il quale intrecciò anche una relazione), eccezionali abilità da hacker. Era stata inserita in una delle liste dell'FBI che raggruppavano un piccolo gruppo di talentuosi e pericolosi hacker di tutto il mondo, ed è da qui che è stata reclutata. Prima del reclutamento, insieme a Shane si inseriva illegalmente nei siti di aziende e società che riteneva impegnate in attività criminali. È stata arrestata proprio da Hotch a San Jose, nel 2004, per essere entrata nei siti di una azienda di cosmetici spinta dall'indignazione per l'impiego di animali nel testare i prodotti: come alternativa alla prigione le è stato offerto un posto alla BAU (in quanto Hotch aveva intuito la sua indole buona e la sua scrupolosa moralità nel scegliere i "bersagli" da penetrare) e lei ha accettato, consegnandogli poi il curriculum da far arrivare al reparto Risorse Umane dell'FBI scritto a mano su carta da lettere rosa che aveva nella borsa. 
Oggi il suo luogo di lavoro è, come lo chiama Gideon, nella "stanza dei monitor": Garcia è infatti circondata da computer e collabora alle indagini dando qualunque tipo di informazioni in tempo reale e in pochi secondi alla squadra, che invece è spesso in giro per il paese. Dal look stravagante ma alla moda (indossa sempre abiti dai colori e dalle fantasie sgargianti, coordinando makeup e gioielli, e porta molto spesso fiori o decorazioni tra i capelli, oltre a grandi occhiali anch'essi colorati oppure ornati di strass per via della sua miopia), nell'episodio 5x12 si tinge i capelli di rosso rame, per poi tornare al biondo dal 6x15; è una giocherellona e le piace scherzare definendosi come "La fonte del sapere", "L'oracolo" ecc..., ma sa tornare seria appena la situazione lo richiede. È allegra, un po' esuberante (si fa riconoscere) e a volte può sembrare invadente per il suo bisogno di sapere sempre tutto di tutti: in realtà lo fa a fin di bene, per proteggere le persone a cui tiene. È sempre disponibile ad eseguire ricerche personali se qualcuno glielo chiede; non è capace di mantenere i segreti. È consapevole di essere la migliore nel suo campo e non fa nulla per nasconderlo. Parla correntemente il francese e soffre di coulrofobia (irrazionale paura dei clown). È vegetariana e mancina. Tra i suoi hobby vi sono il lavoro a maglia e cucinare zuppe; beve il tè e ama alla follia qualunque tipo di cibo speziato e piccante da quando aveva 9 anni. Il suo patrigno, essendo ispanico, prendeva molto seriamente la festività del "Giorno dei Morti", trasmettendone l'importanza a lei, che ogni anno organizza una cerimonia a casa sua con tanto di altare commemorativo. È una fan dei film dell'italiano Federico Fellini, e di David Bowie (la canzone "Heroes" in particolare si sente ben tre volte all'interno della serie: nell'episodio 3x08, "Penelope", lei la menziona a Morgan quando si sveglia in ospedale dopo lo sparo dicendo che mentre era sull'ambulanza la sentiva nella propria testa, continuava a perdere e riprendere i sensi, tutto "era molto luminoso" e si era domandata se Bowie fosse Dio; alla fine dello stesso episodio, dopo che il suo aggressore viene ucciso da JJ nel Quartier Generale di Quantico e Garcia fa la conoscenza di Kevin Lynch, il ritornello del brano si sente in sottofondo per pochi secondi mentre i due stanno parlando; infine, la stessa canzone fa da colonna sonora alla sequenza della festa a casa di Rossi del 15x10, finale di serie, su cui i membri della squadra ballano, come "saluto" e "omaggio" ai personaggi che sono stati "eroi" per tanti anni - appunto, per tutta la serie. Inoltre, Penelope si presenta alla festa (che in realtà è per lei) truccata esattamente come "Ziggy Stardust", alter ego di Bowie, sulla copertina del suo album del 1972), il suo autore preferito è Joseph Campbell e la sua band preferita i Beatles. 
È un'inguaribile ottimista, e ciò a volte rende il suo lavoro alla BAU più difficile: parecchie volte capita che abbia un crollo o sia turbata/sconvolta ascoltando o guardando foto/video/registrazioni di cose terrificanti mentre le analizza. Secondo l'Agente Hotchner "riempie il suo ufficio di statuine e colori per ricordare a se stessa di sorridere mentre l'orrore riempie i suoi schermi" (infatti la sua postazione è piena di peluche, statuine, piume e svariati oggettini colorati e luccicanti). Molti membri della squadra riconoscono che questo suo ottimismo è un beneficio per tutti loro, e hanno dichiarato che non hanno intenzione di farla cambiare. Ha un animo buono, gentile e generoso (alcuni casi sembrano "corroderla" più di altri, ma per sua ammissione "ha deciso di vedere il buono in tutto e in tutti"); è empatica, espansiva ed estremamente sensibile al dolore e alla violenza, tanto che spesso, presentando un caso alla squadra, evita di caricare le foto più cruente sul grande schermo per non guardarle, preferendo lasciarle solo sui tablet; ha un debole per i video buffi di cuccioli di qualunque specie animale, che utilizza per "compensare" gli orrori che le passano davanti. È quasi costantemente in ansia per i pericoli che gli agenti spesso corrono (soprattutto se uno di loro finisce in ospedale) e per il fatto che lei è "rinchiusa" nella sua stanza senza poter intervenire; quando è nervosa, frustrata o eccitata/felice per qualcosa tende a divagare. Detesta i cambiamenti, specialmente se riguardano la squadra (un esempio è nel primo episodio dell'ottava stagione, quando tratta male la neo arrivata Agente Blake e discute con Morgan perché si sente "messa da parte"/"rimpiazzata" da lei; oppure nella tredicesima stagione, quando la Vice Direttrice Linda Barnes dimezza l'Unità di Analisi Comportamentale assegnando i suoi membri ad altri incarichi e Garcia viene spedita ai Crimini Informatici). Ha dato il nome Esther alla sua macchina. È la madrina del primo figlio di JJ e Will, e lo riempie di regali; anche Morgan la sceglierà come madrina del figlio Hank Spencer. Le piacciono le teorie cospirazioniste. 
Nel finale dell'episodio 3x08 "Fortunato", dopo essere andata a cena con l' "uomo dei suoi sogni" (lo credeva tale), quest'ultimo tira fuori una pistola e le spara al petto a distanza ravvicinata sui gradini di casa; il successivo, "Penelope", la vede portata d'urgenza in ospedale, dove fortunatamente sopravvive, pur avendo perso molto sangue, perché il proiettile è rimbalzato senza colpire organi vitali; viene attaccata una seconda volta dallo stesso uomo dopo essere stata dimessa. Il suo aggressore sarà identificato come Jason Clark Battle, ex militare con il "complesso dell'eroe omicida" (delirio associato alla "Sindrome dell'Angelo della Morte"), spinto dal bisogno di mettere in pericolo le persone per poi salvarle, con lo scopo di raggiungere la gloria e il riconoscimento ottenuti dagli assassini più famigerati e l'attenzione della BAU; emergerà che ha preso di mira Garcia perché aveva cominciato ad indagare (malgrado non ne avesse l'autorizzazione) su casi irrisolti su richiesta delle famiglie, omicidi da lui commessi in precedenza per guadagnare notorietà. Battle verrà ucciso da JJ all'interno del Quartier Generale di Quantico, che gli spara con incredibile precisione attraverso il vetro della porta del proprio ufficio, mandandolo in frantumi. Nella scena finale, Penelope fa la conoscenza di Kevin Lynch, il tecnico che a volte la sostituisce in vari episodi (che era rimasto impressionato dal suo sistema operativo); cominciano una relazione, che termina nella settima stagione quando lei rifiuta la sua proposta di matrimonio perché non si sente pronta. In seguito ricomincia a vedere Sam, una vecchia fiamma, e Kevin si mostra geloso. Nelle ultime stagioni, sia Sam che Kevin non compariranno. L'attentato alla vita di Penelope farà riacquistare la fede a Morgan, poiché mentre lei è in ospedale, lui va a pregare nella cappella (l'aveva persa a seguito delle molestie subìte da Carl Buford). Si sente anche in colpa perché l'aveva invitata fuori, ma avevano avuto una discussione e lei era arrabbiata: se fosse uscita con lui, non le avrebbero sparato. 
Nel 6x08, "Riflesso del desiderio", lui viene a sapere che nel tempo libero lei recita in un'opera teatrale in cui interpreta una donna che riesce a sopraffare il serial killer che l'aveva aggredita e a metterlo "fuori combattimento": quando lui le domanda quando glielo avrebbe detto, lei risponde che non lo avrebbe fatto, perché "tutti hanno cose che vogliono tenere per sé", e il teatro le serve per "sfogarsi" ed "esorcizzare" gli orrori del lavoro e il trauma subìto (come Derek con le proprietà che ristruttura) (non essendo più stato menzionato nelle stagioni successive, si può supporre che lei abbia abbandonato tale attività). Il ricordo di esso si ripresenterà nella mente di Garcia sotto forma di PTSD dieci anni dopo, nell'episodio 13x03, e JJ farà venire Morgan per aiutarla ad elaborarlo. Nel 5x13, "Giochi pericolosi", si unisce alla squadra per un caso in Wyoming e, su suggerimento di Hotch, parla con un ragazzo inizialmente sospettato di essere l'autore degli omicidi: è in grado di creare un legame con lui "facendo leva" sulla comune passione per l'informatica, sul loro stile "eccentrico" (il ragazzo è un "gotico") e sulla comune perdita (lui della madre, lei di entrambi i genitori). Sebbene il colloquio venga interrotto dal padre di lui, quest'ultimo le lascia un oggetto che farà capire agli agenti che il vero S.I. è proprio il padre. Nell'episodio 7x08 "Hope" i colleghi scoprono che Garcia fa volontariato in un gruppo di supporto per familiari di vittime di crimini violenti, che successivamente si scioglierà. A seguito del trasferimento di Prentiss a Londra a partire dall'ottava stagione, si prende cura del suo gatto nero, Sergio. 
Ha un rapporto molto particolare (che assume quasi la forma di un "flirt", essendo caratterizzato da allusioni, battutine e frasi tenere) con l'agente Morgan, che chiama il suo "zuccherino", "cioccolatino" o "belle ciglia"; lui, di contro, la chiama "bambolina" ((un flashback nell'episodio 3x19, "Tabula rasa", mostra la prima volta in cui lui ha utilizzato tale nomignolo: era il 2004, quindi un anno prima dell'inizio della serie e lo stesso della sua "assunzione", Morgan non ricordava il cognome della "nuova esperta informatica" (gli era stato detto che forse era Gomez), allora si è rivolto a lei come "bambolina"; lei si è voltata e, sorpresa, ha replicato che fino a quel momento "l'avevano chiamata in modi peggiori". Di lì, lui ha continuato a utilizzare il termine.)), "piccola", "dolcezza" o "splendore" ed è l'unico che riesce a calmarla e a farle rispuntare un sorriso; inoltre, è portato sempre istintivamente a proteggerla. È appassionata di giochi online (soprattutto MMOGs) e nell'ultimo episodio della prima stagione ha messo in pericolo le vite dei suoi compagni di squadra, poiché un hacker, passando attraverso il portatile di Garcia, che era connesso wireless con quelli del suo ufficio, ha raccolto informazioni necessarie a sapere tutto su di loro e per sfidarli a trovare la ragazza che teneva prigioniera. In questa vicenda viene ferita gravemente l'agente Greenaway. Nella première della tredicesima stagione, si scopre che il suo secondo nome è Grace e che il suo numero di tesserino dell'FBI è 00190. Non sopporta né la violenza né le armi, ma preme un grilletto per la prima (e unica) volta nel finale della nona stagione, sparando all'uomo assoldato per uccidere Reid in ospedale: questa esperienza la lascerà traumatizzata, tanto da farle avere degli incubi notturni e da farle prendere la decisione di recarsi in Texas per incontrare l'uomo che sta per essere giustiziato. Molto raramente mette piede fuori dal suo ufficio di Quantico: ciò capita ad esempio nel doppio finale della quarta stagione, quando raggiunge la squadra in Canada, e in un episodio verso la fine della quinta, quando si unisce agli agenti per un'indagine in Alaska, durante la quale il suo apporto risulta fondamentale (in questo, durante la notte assiste di persona ad un altro omicidio commesso dal Soggetto Ignoto, ed essendo sconvolta viene confortata da Morgan, che le dice che non c'è nient'altro che avrebbe potuto fare per impedirlo, e che gli dispiace che lei abbia dovuto vederlo. Le chiede come mai non sia andata subito a cercare aiuto, invece di essere rimasta vicino al corpo, e lei risponde che quando le hanno sparato, ricorda di aver pensato che l'ultima cosa che avrebbe visto nella propria vita sarebbe stato l'uomo che l'aveva uccisa, e non voleva che alla vittima accadesse lo stesso; doveva vedere qualcosa di bello prima di morire. Alla fine dell'episodio, Morgan afferma che non ce l'avrebbero fatta senza di lei, aggiungendo di "esserne fiero" perché nonostante ciò che è successo, lei ha "portato a termine il lavoro"; lei replica che solitamente la vista del sangue la faceva "scappare", mentre due notti prima "ci è corsa incontro"; lui le spiega che significa che "sta diventando più forte" di quanto immagini, che "ci teneva abbastanza" da rischiare la sua stessa vita per cercare di salvare qualcun' altro. Lei dice di aver paura, perché "non vuole perdere chi è solo per poter fare quel lavoro"; lui sa che lei "vede la bellezza/il buono in tutto e in tutti" ovunque vada: questa parte di lei "non cambierà mai", e lui non lascerà che avvenga; conclude dicendo che continuerà sempre a proteggerla - ep. 5x21 "Sindrome abbandonica"). 
Il personaggio di Garcia è nato come secondario, difatti nei primissimi episodi non compariva neanche nella sigla. Successivamente la troviamo allo stesso livello dei suoi colleghi: nella seconda stagione lavorerà con la squadra fuori dalla base di Quantico e nella terza ci saranno addirittura un paio di episodi con lei protagonista. Nel quarto episodio della sesta stagione "Posizioni compromettenti", si offre volontaria per sostituire JJ nel ruolo di liaison con la stampa e con le famiglie delle vittime oltre a svolgere le sue normali mansioni di informatica; inizialmente Hotch è riluttante, ma poi acconsente, e lei modifica il proprio aspetto per apparire più professionale. Presto la pressione derivante dal dividersi tra i due lavori si fa sentire e Garcia va in crisi; l'intervento di Morgan riuscirà a calmarle i nervi e a darle una pista sul caso. Alla fine dell'episodio Hotch si complimenta con lei per il suo impegno e lo sforzo e le propone di assumere soltanto la parte del lavoro di JJ che può svolgere dal Quartier Generale, viaggiando con la squadra quando necessario, mentre lui si occuperà del resto. Nell'episodio 6x20, interrogata da Hotch sull' "apparente morte" di Prentiss, afferma di voler parlare delle volte in cui l'amica l'ha resa felice e non della sua perdita. Al ritorno di quest'ultima dal "regno dei morti", Garcia è emozionata e scioccata e perdona lei, JJ e Hotch per l'inganno (7x01). Con JJ ed Emily trascorre spesso serate fuori "tra sole ragazze" che durano fino al mattino presto. Nell'episodio 10x14 "Il passero di Nelson" è sconvolta, come il resto della squadra, dalla morte dell'Agente Supervisore Jason Gideon e si sente a disagio a "scavare" nel suo computer. Nell'undicesima stagione diventa il bersaglio di una rete di sicari sulla quale aveva cominciato a investigare per un caso, che non conoscendo la sua identità la soprannominano "La Sporca Dozzina"; per la sua sicurezza viene trasferita in una stanza inutilizzata all'interno della sede della BAU e assiste gli agenti nella localizzazione e nello smantellamento della rete, che avvengono nell'episodio "Entropia". Prenderà molto male l'addio di Morgan, che lascerà un "vuoto" dentro di lei, essendo comunque felice che lui stia con la famiglia appena creata, e sarà la madrina del piccolo Hank Spencer. Nella dodicesima stagione si mostra distante e scontrosa verso il "sostituto" di Derek, Luke Alvez dalla Squadra Latitanti dell'FBI, addossandogli l'appellativo di "Novellino"; troveranno un punto d'incontro dopo che Garcia scopre che Roxie, presunta fidanzata di Luke, è in realtà il suo cane, un pastore belga. Nel finale di questa stagione Morgan fa ritorno con una pista su Peter Lewis, aka "Signor Graffio", le chiede di provare a trattare un po' meglio Alvez perché "sembra un tipo a posto" e Penelope replica che farà un tentativo ma non promette nulla, segno che sente ancora la mancanza di Morgan. 
Nella première della tredicesima, viene rivelato che il suo numero di tesserino dell'FBI è 00190 e il suo secondo nome Grace. In un altro episodio della stessa stagione informa i colleghi di star cercando un nuovo appartamento perché la sua vicina pratica il Kung Fu nuda e "ci sono cose che non si possono dimenticare"; inoltre dà a Rossi le informazioni per smascherare il promesso sposo della figlia di Krystall, il quale si rivela un truffatore. Nel 13x07, "Polvere e Ossa", accenna al fatto che potrebbe avere un tatuaggio con la scritta "Bambolina" (il nomignolo affettuoso con cui la chiamava Morgan) da qualche parte sul corpo, ma non approfondisce. Nell'episodio "La vendetta e il perdono" vola in California per testimoniare all'udienza per la libertà condizionata del guidatore ubriaco che uccise i suoi genitori, finendo per perdonarlo e contemporaneamente per incrinare il rapporto con il fratello adottivo Carlos, rapporto che si ricucirà nel 14x04 "Innocenza". Nel finale della tredicesima stagione (e nella première della 14ª) viene rapita, insieme a Reid, dalla setta guidata da Benjamin Merva e tenuta in ostaggio, ma riesce a scappare e a lavorare con gli altri per salvare Spencer. Nel 14x15 partecipa con tutta la squadra al matrimonio di Rossi e Krystall. Nell'episodio intitolato "Sabato" della quindicesima stagione (ultima della serie) Garcia tiene un seminario di hacking presso il Quartier Generale e rivela a Luke di essere perseguitata da uno stalker russo durante un caso che coinvolge uno dei suoi "allievi". Negli episodi finali afferma di aver ricevuto diverse offerte di lavoro, tra cui una molto allettante nella Silicon Valley, ma che non se la sente di allontanarsi così tanto dalla sua "famiglia"; nel 15x10, alla festa d'addio organizzata proprio per lei a casa di Rossi, annuncia che ha accettato un nuovo impiego in un'organizzazione indipendente non-profit di Baltimora, in modo da essere più vicina e poter andare a trovare i colleghi. Alla fine, Luke la invita a cena e lei accetta.

### Emily Prentiss
Emily Prentiss (interpretata da Paget Brewster; stagioni 2-7, 12-in corso; guest 9, 11) entra nel BAU in sostituzione dell'agente Greenaway a partire dal nono episodio della seconda stagione. Sulle vicende personali della profiler non si sa molto, sappiamo però che conosce molte lingue fra le quali l'arabo, essendo vissuta per un periodo in Medio oriente, e il russo. Tuttavia nell'episodio Il codice dei ladri della seconda stagione, si scopre che la madre di Prentiss è un'ambasciatrice (per molto tempo in Russia, ma attualmente senza destinazione). È la prima a manifestare chiaramente e davanti ai colleghi i problemi di dipendenza di cui soffre Reid in seguito al rapimento dell'S.I. Raphael. Gli altri agenti le fanno tuttavia notare che, da bravi profiler, se ne erano già resi conto e che spetta a Reid chiedere aiuto. Nella quarta stagione, nell'episodio Il conforto della morte evidenzia la sua volontà di essere cremata in caso di morte; si scoprirà più avanti, nell'episodio Demonologia sempre della quarta stagione, che all'età di 15 anni ha dovuto abortire. Durante la sesta stagione viene perseguitata da un fuggitivo di una prigione coreana (Ian Doyle terrorista irlandese di cui si è innamorata anni addietro nel corso di un'operazione sotto copertura che ha portato al suo arresto) che cerca lei e tutti coloro che hanno partecipato alla sua cattura per vendicarsi. Emily scopre che Doyle la vuole morta poiché l'aveva tradito facendolo non solo arrestare ma portandogli via il figlio Declan a cui aveva svelato solo a lei l'esistenza poiché riteneva di potersi fidare di lei. Emily inoltre capisce che il rancore di Doyle è comprensibile in quanto a sua insaputa Doyle era stato ingiustamente imprigionato in Corea del Nord e torturato fisicamente e psicologicamente mentre lei credeva che Doyle fosse in una prigione in Russia e non in una prigione inumana e che i suoi colleghi lo avevano fatto imprigionare deliberatamente in quel posto terribile sapendo che avrebbe subito quei terribili orrori e lei ne era rimasta totalmente all'oscuro. Emily come prevedeva Doyle uccide i colleghi di Emily che lo avevano mandato in quell'inferno uccidendoli uno per uno per poi infine rapire Emily stessa qui Emily rimasta faccia a faccia con Doyle si scusa con lui spiegandogli che era all'oscuro di ciò di cui si erano macchiati i suoi colleghi ma Doyle non la perdona essendo ancora infuriato per quanto accaduto in passato. Durante il faccia a faccia tra i due Emily gli svela che Declan da lui creduto morto è in realtà vivo poiché Emily lo aveva nascosto per proteggerlo ed evitare che gli facessero del male. Alla fine della sesta stagione viene creduta morta dall'intero team ed invece, sopravvissuta allo scontro finale con Doyle, fugge lontano grazie alla complicità di JJ e Hotch che apparentemente sembrano essere gli unici a conoscenza della verità. Ritorna nella squadra all'inizio della settima stagione, dove Doyle viene arrestato dopo che aveva cercato di riunirsi col figlio ma che a sua insaputa era stato rapito dalla madre che voleva vendicarsi di Doyle e vendere il figlio al mercato nero. Emily convince Doyle a lasciare andare il suo rancore verso di lei ed aiutarla a salvare Declan. La squadra riesce a salvare Declan ed eliminare i criminali ma nello scontro a fuoco Doyle muore dopo aver salutato un'ultima volta il figlio. In seguito Emily abbandona la squadra definitivamente alla fine di questa stagione per andare a lavorare per l'Interpol su richiesta di Clyde Easter, suo precedente capo. Viene sostituita, nell'ottava stagione, da Alex Blake. Appare nella nona stagione in una puntata, in cui si scopre il vero passato di Jennifer Jereau durante l'anno che fu trasferita dalla squadra al dipartimento di stato. Tornerà nuovamente in un episodio dell'undicesima stagione per risolvere il caso di un serial killer ricercato dall'Interpol, che dopo aver commesso crimini in Europa, è giunto anche sul suolo americano. Rientrerà come membro fisso della BAU nella dodicesima stagione e, dopo le dimissioni di Hotch dall'FBI, prenderà il posto di quest'ultimo come capo della squadra.

### David Rossi
David Rossi (interpretato da Joe Mantegna; stagioni 3-in corso), di origini italiane, è stato uno dei fondatori dell'Unità di Analisi Comportamentale e ha condotto studi pionieristici sui profili criminali. Italoamericano, Rossi è nato e cresciuto a Long Island nella città di Commack, ma lasciò la sua casa natale per arruolarsi nei Marine e, una volta congedato, entrare nell'FBI per non tornare a frequentare gli ambienti vicini al crimine organizzato della sua infanzia, che videro uno dei suoi migliori amici, Ray Finnegan, diventare un boss locale. Come agente dell'FBI cominciò ad insegnare all'Accademia "Tecniche di negoziazione ostaggi" e fu partecipe di azioni importanti come la presa di ostaggi a Waco. Ha interrogato decine di serial killer tra cui Ted Bundy e Charles Manson. Laureato in Diritto criminale, ha scritto decine di libri e tiene conferenze e consulenze in varie parti del paese sui serial killer e la psicopatologia criminale. Insieme ad altri agenti dell'FBI, fondò negli anni sessanta la Behavioral Analysis Unit con scopi principalmente rivolti all'insegnamento di materie come criminologia applicata e avviò il primo progetto di ricerca sulla personalità criminale. 
Rientra in servizio dopo il congedo nell'episodio 3x06 (Mi hai visto?) come sostituto di Gideon. Nell'episodio 3x14 (Il tassello mancante) si scoprirà che il suo rientro è dovuto ad un caso mai risolto vent'anni prima ad Indianapolis: un duplice omicidio dove furono assassinati a colpi di ascia un uomo e una donna di fronte ai loro tre bambini. Questa indagine era divenuta la sua ossessione tanto da portarsi appresso tre medagliette con i nomi dei piccoli testimoni. 
Rossi è una persona estroversa e solare, benché dimostri di avere una grande disciplina e concentrazione. È insofferente alla politica e alla burocrazia e per questo non ha paura di sporcarsi le mani, se necessario. Nonostante non sia il capo dell'Unità, è sicuramente una figura di riferimento (Morgan dirà in un episodio: "Dove sono mamma e papà?" in riferimento a Hotch e Rossi), dai tratti paternalistici nei confronti degli altri membri. Ha infatti aiutato Morgan a superare la sua crisi di fede, Reid a ricollegare i fili del suo passato e JJ a superare le difficoltà dovute alla nascita del figlio (si scoprirà che proprio grazie ad una presentazione di Rossi JJ decise di entrare all'FBI). È stato inoltre l'unico a cui Emily ha confidato le sue storie passate e ha sostenuto Hotch durante le indagini sul Mietitore e dopo la morte di Haley. David inoltre ha dovuto fare un patto con un serial killer che ha arrestato per avere i nomi delle sue vittime e i luoghi in cui le ha sepolte di cui solo lui è a conoscenza e ogni anno David va a trovarlo in prigione e il serial killer dopo aver conversato brevemente ogni volta con David gli fornisce il nome e il luogo di sepoltura di una delle sue vittime come regalo di compleanno essendo quello stesso giorno il compleanno di David.
Nella decima stagione scopre di avere una figlia, Joy, nata dal suo secondo matrimonio e un nipotino di due anni, Kai, e un genero italiano. Sua figlia userà il suo cognome e avranno un legame molto forte.

### Ashley Seaver
Ashley Seaver (interpretata da Rachel Nichols; stagione 6) è un cadetto dell'FBI, che sta terminando il suo addestramento nella BAU. Ashley è la figlia di Charles Beauchamp, un serial killer del Dakota del Nord conosciuto come Redmond Ripper, che fu catturato da Aaron Hotchner e David Rossi quando Ashley aveva diciotto anni. Ora è in prigione e a volte manda lettere a sua figlia; nonostante Ashley non le abbia mai lette, le conserva. Durante il suo addestramento all'FBI, Ashley viene avvicinata da Rossi, che le chiede assistenza in un caso. Accetta la richiesta di Rossi e finisce per incontrare la squadra della BAU, a cui non si vergogna di ammettere che suo padre era Ripper, lasciandoli scossi. Successivamente diventa un membro temporaneo della BAU, come parte del suo programma di addestramento; una volta diplomatasi all'accademia, inizia il suo percorso di agente in prova proprio con la squadra. Si apprende in seguito che la giovane agente è stata trasferita nella squadra dell'agente speciale Andi Swan, già incontrata in precedenza.

### Alex Blake
Alex Blake (interpretata da Jeanne Tripplehorn; stagioni 8-9) è un'agente dell'FBI, esperta di linguistica e professoressa a Georgetown, che si unisce alla BAU durante il primo episodio dell'ottava stagione, in seguito alla partenza di Emily Prentiss, la quale si era trasferita a Londra per un posto presso l'Interpol. Non si sa molto della sua vita privata precedente alla sua incorporazione alla BAU, tranne il fatto che è sposata con un membro di "medici senza frontiere" che si trova all'estero. Nell'episodio 8x01 "il silenziatore" si viene a sapere del suo insuccesso nel caso Amerithrax, in cui la direttrice Strauss lasciò che Blake si prendesse la colpa: nell'episodio in questione, infatti, la Strauss cerca di chiarirsi con lei, cercando di spiegarle quanto si sentisse risentita sugli esiti del caso, ma con scarso successo. Era già conosciuta, all'epoca del suo ingresso in squadra, da Hotchner e Rossi. Nel finale della nona stagione si sa che ha perso un figlio di nome Ethan. Lascia la squadra per tornare a dedicarsi all'insegnamento.

### Kate Callahan
Kate Callahan (interpretata da Jennifer Love Hewitt; stagione 10) è un'ex agente sotto copertura che si unisce alla Behavioral Analysis Unit nella decima stagione.
Sua sorella e suo cognato sono vittime dell’attentato dell’11 settembre, e Kate insieme al marito Chris hanno la custodia legale della nipote Meg, che hanno cresciuto per 13 anni. 
Nell'ultima puntata della decima stagione, Meg viene rapita da trafficanti di esseri umani. Kate lascia la squadra temporaneamente nel finale della decima stagione perché vuole dedicarsi al figlio del quale è incinta.

### Tara Lewis
Tara Lewis (interpretata da Aisha Tyler; stagioni 12-in corso; ricorrente 11) è una psicologa specializzata in psicologia forense, con le sue applicazioni nel sistema giuridico e penale. La Lewis, nell'undicesima stagione, è stata il rimpiazzo temporaneo di JJ, in congedo maternità, e Kate Callahan. Dalla dodicesima stagione entra a far parte del cast regolare.

### Luke Alvez
Luke Alvez (interpretato da Adam Rodríguez; stagioni 12-in corso), è un agente dell'FBI ex membro della squadra latitanti. Esperto nel seguire le tracce dei criminali in fuga viene richiesto nella squadra del BAU proprio per le sue abilità da segugio. Non essendo un profiler inizialmente non capirà il lavoro che svolge l’Unità Analisi Comportamentale, ma dopo inizierà il corso di profiling imparando tutto il necessario. È un ragazzo molto gentile e simpatico, subito ben visto da tutta la squadra (tranne da Garcia che inizialmente lo tratta con freddezza), con cui instaurerà un rapporto di amicizia molto forte.

### Stephen Walker
Stephen Walker (interpretato da Damon Gupton; stagione 12) è un agente dell'FBI, membro del programma comportamentale dove si occupava in particolare di controspionaggio. Viene chiamato nella dodicesima stagione proprio dall’agente Prentiss la quale lo aveva conosciuto durante un caso a cui avevano lavorato insieme nell'Interpol. Il motivo della sua entrata in squadra è per trovare il Signor Graffio, il principale antagonista dall’undicesima alla fine della dodicesima stagione per il quale sia Hotchner che Morgan hanno lasciato la squadra. Si rivela un esperto profiler nonché un ottimo agente e amico per tutto il BAU, purtroppo perde la vita alla fine della dodicesima stagione, in un incidente stradale che ha coinvolto tutta la squadra causato proprio dal Signor Graffio, lasciando moglie e due figli.

### Matthew "Matt" Simmons
Matthew "Matt" Simmons (interpretato da Daniel Henney; stagioni 13-15; guest 10, 12) è un agente speciale dell'FBI, ex membro di una unità speciale, all'interno della quale ha affinato le proprie capacità di profiling, ed ex membro della divisione speciale dell'FBI denominata International Division, specializzato in azioni specifiche.

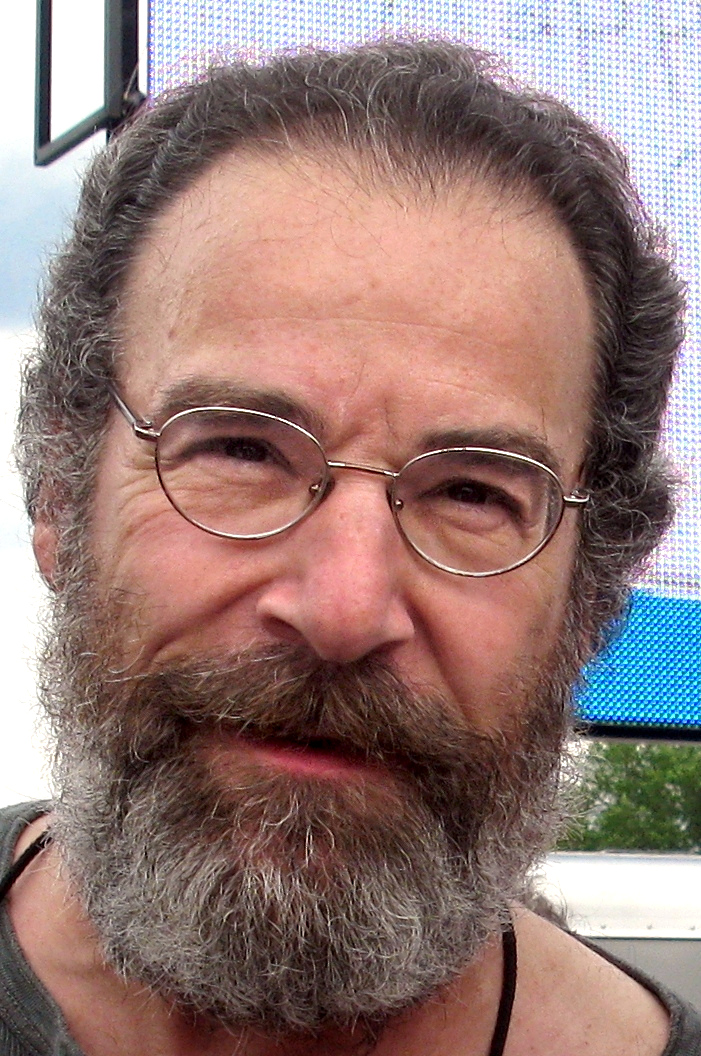
Mandy Patinkin interpreta Jason Gideon
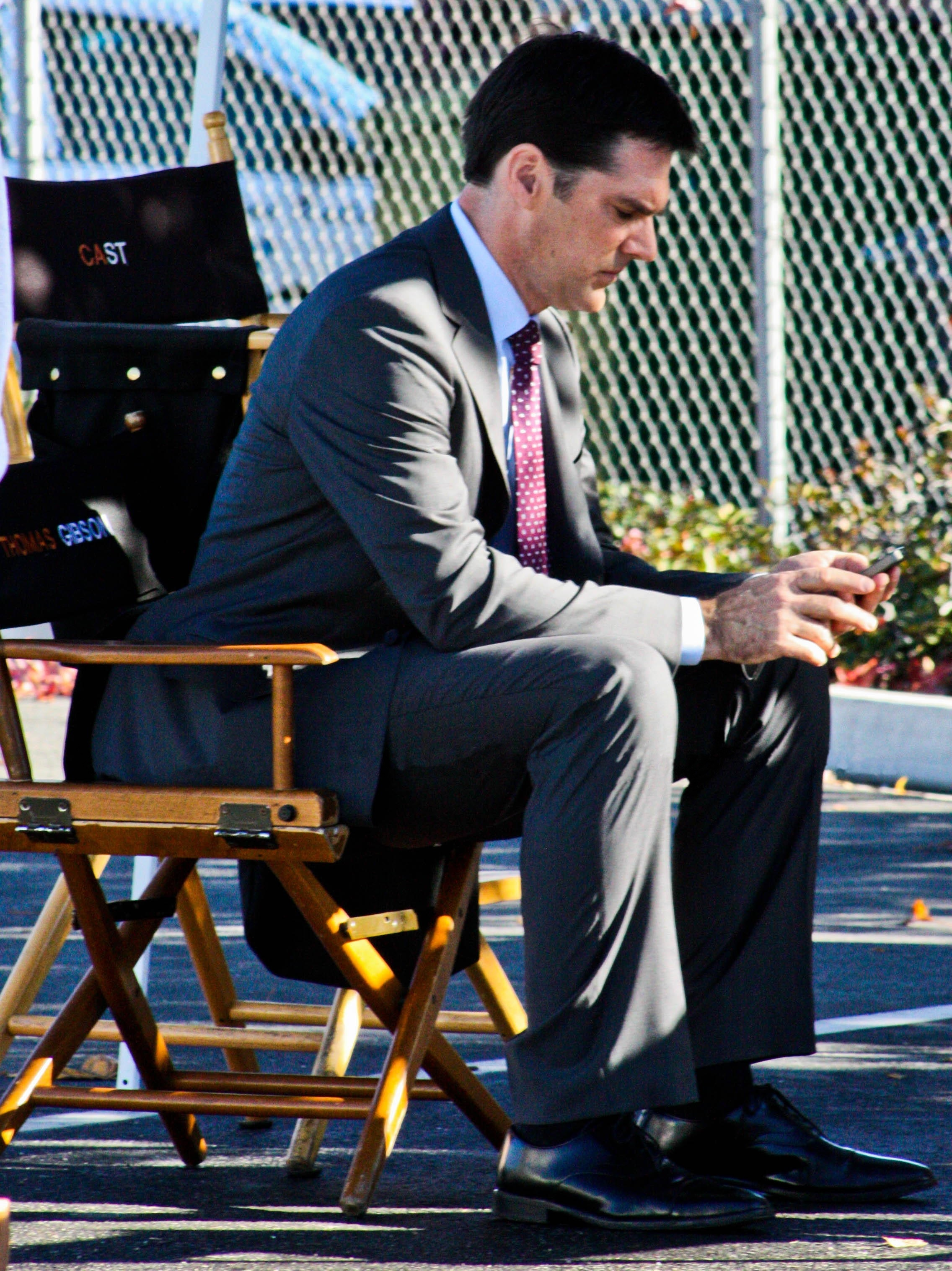
Thomas Gibson interpreta Aaron Hotchner
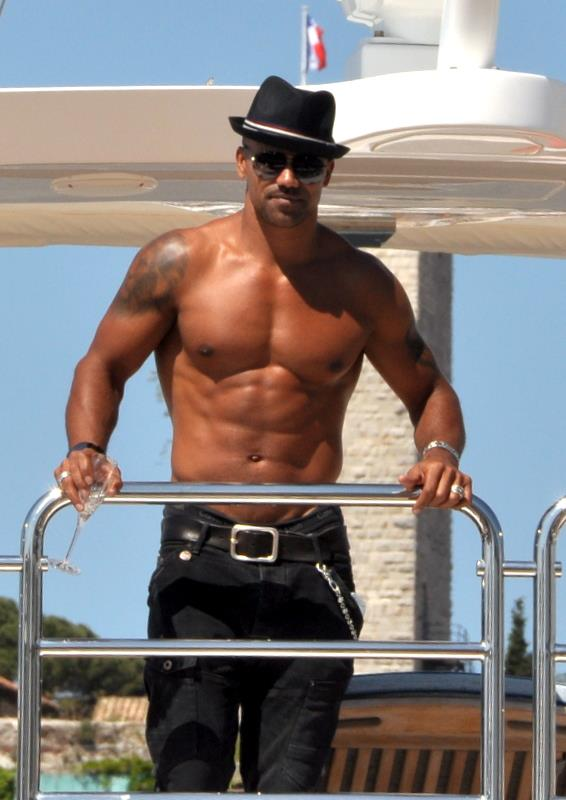
Shemar Moore interpreta Derek Morgan
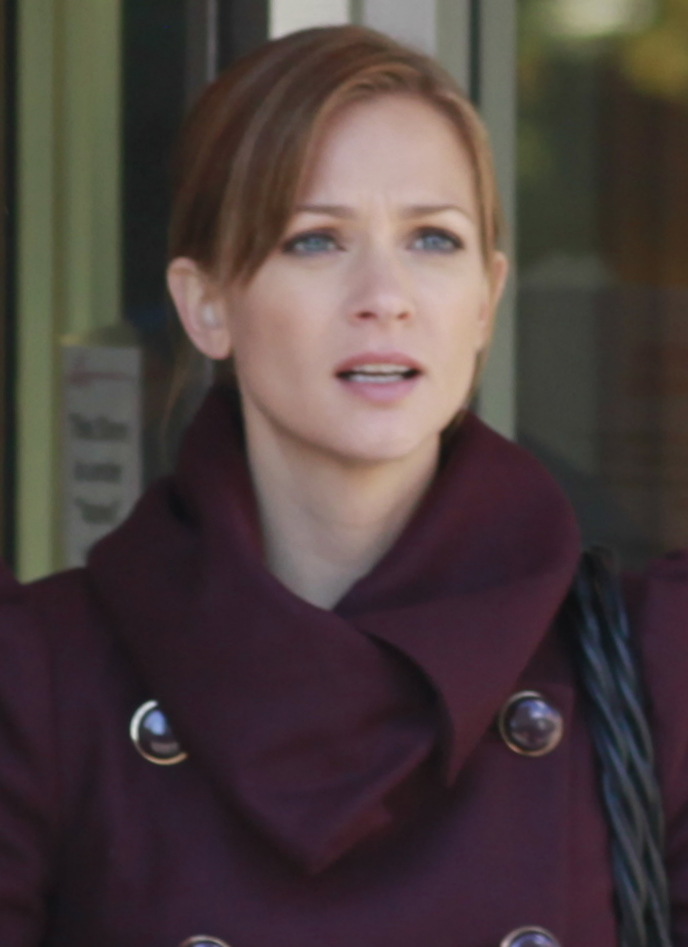
A. J. Cook interpreta Jennifer Jereau
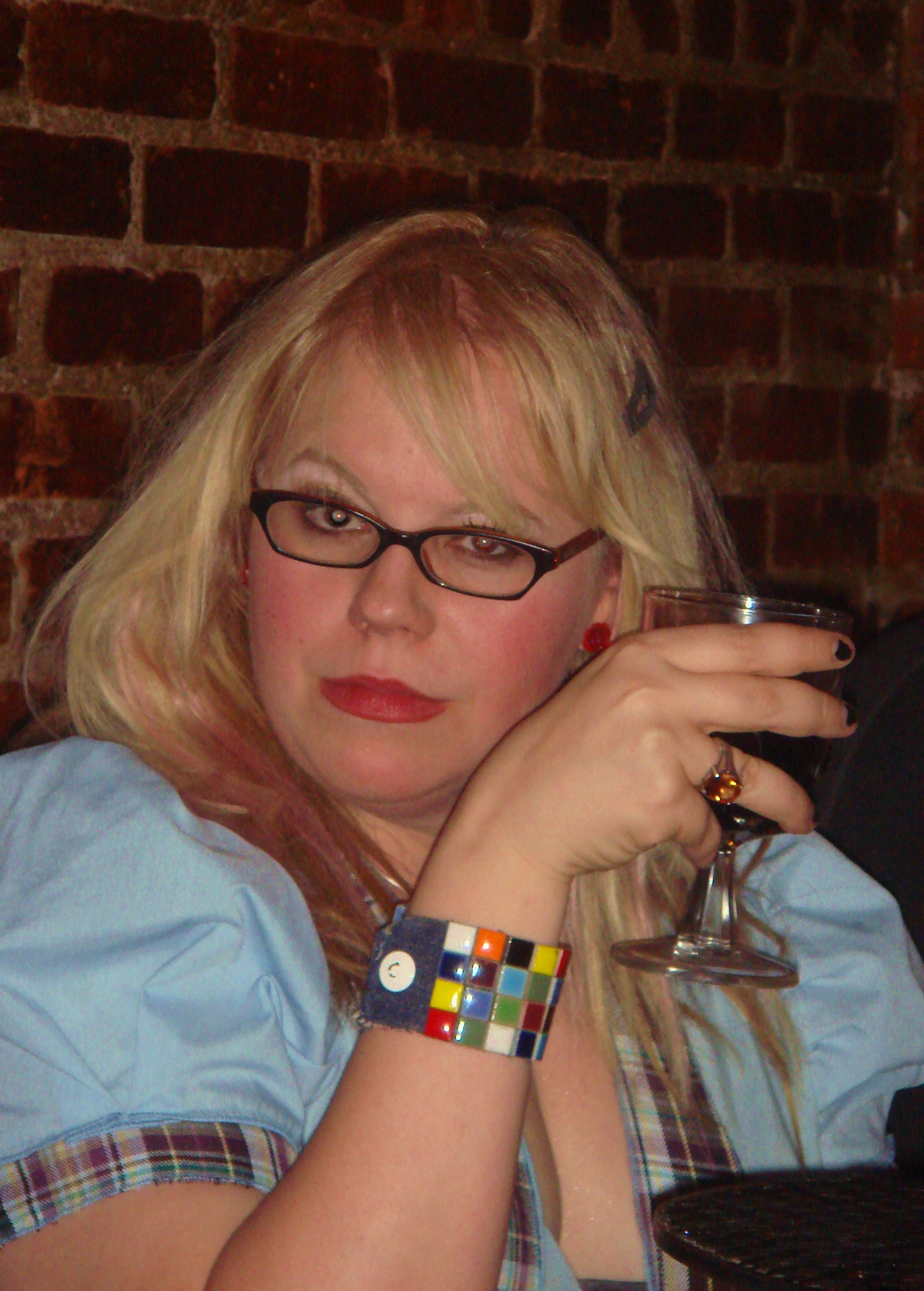
Kirsten Vangsness interpreta Penelope Garcia
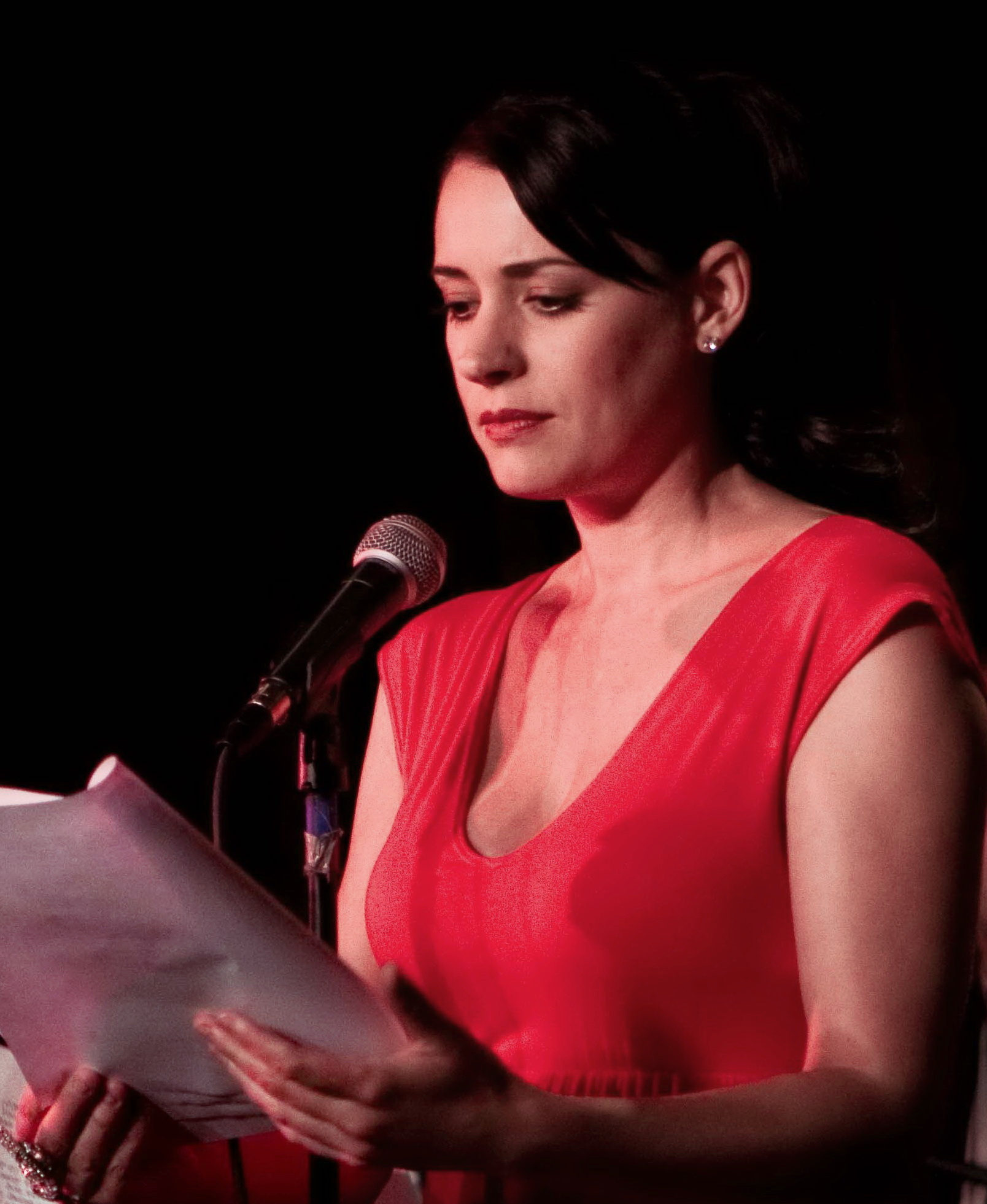
Paget Brewster interpreta Emily Prentiss
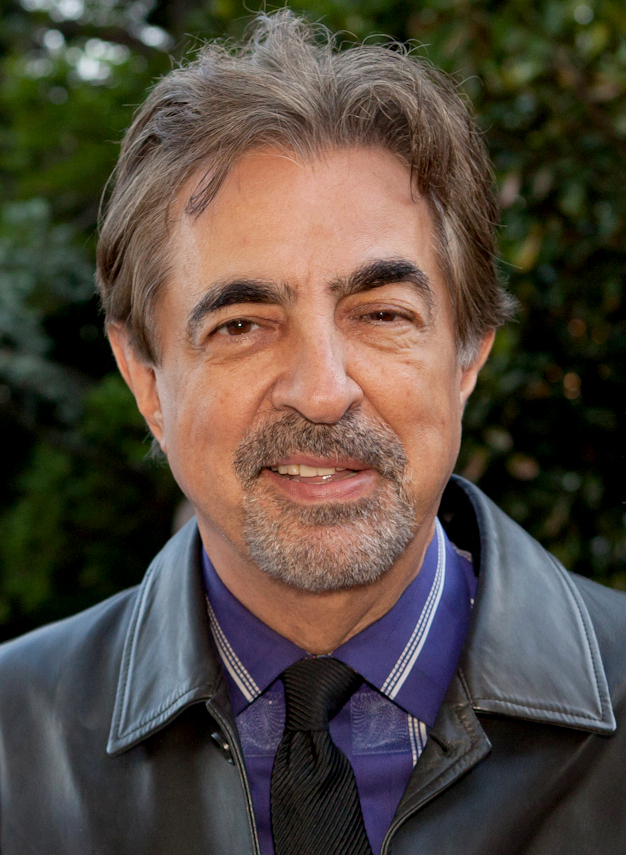
Joe Mantegna interpreta David Rossi
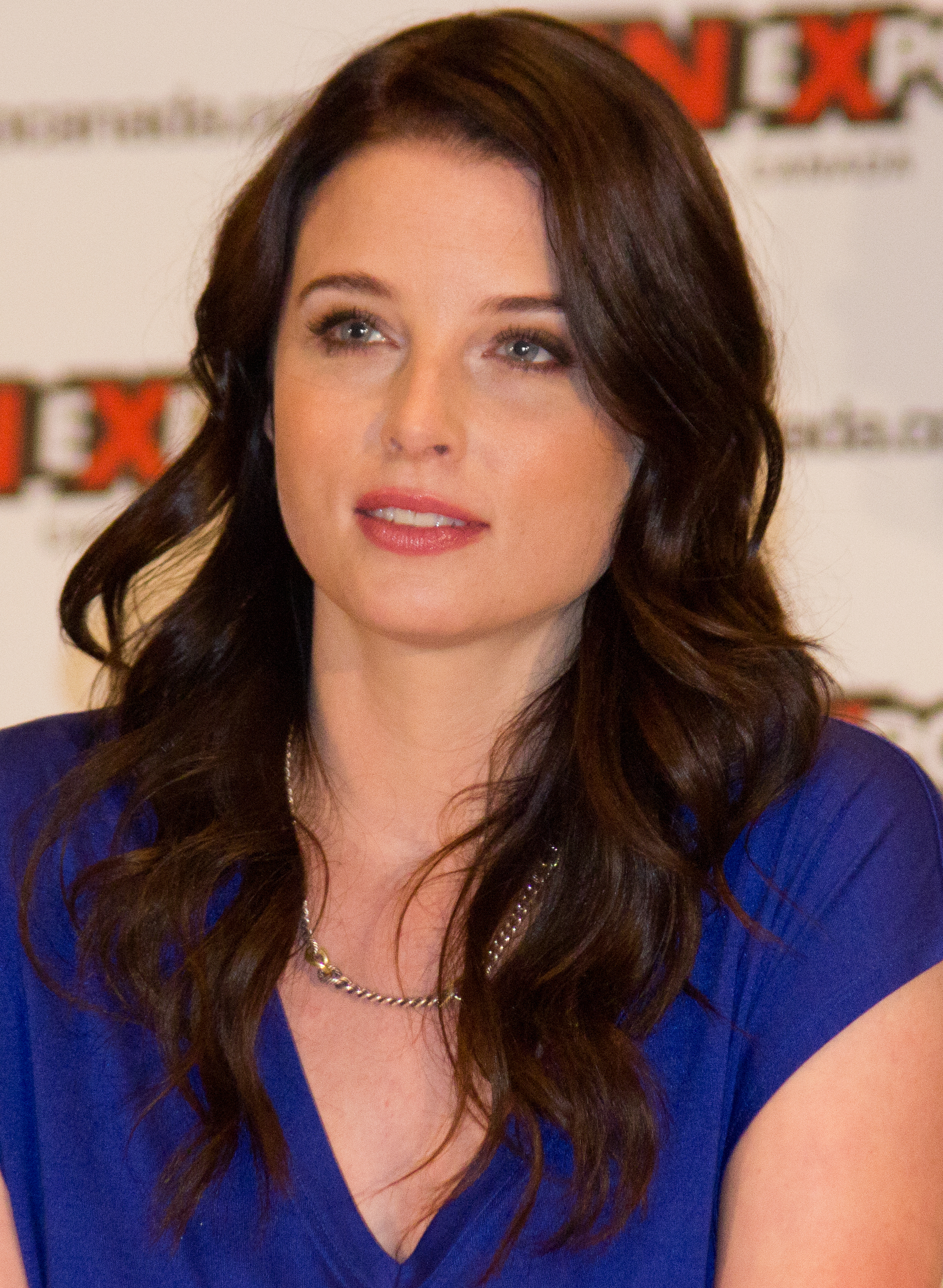
Rachel Nichols interpreta Ashley Seaver
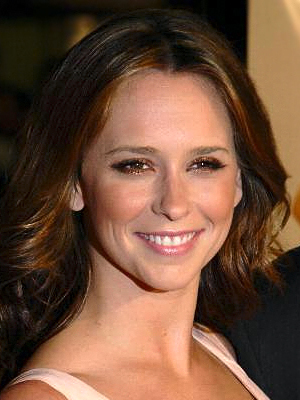
Jennifer Love Hewitt interpreta Kate Callahan
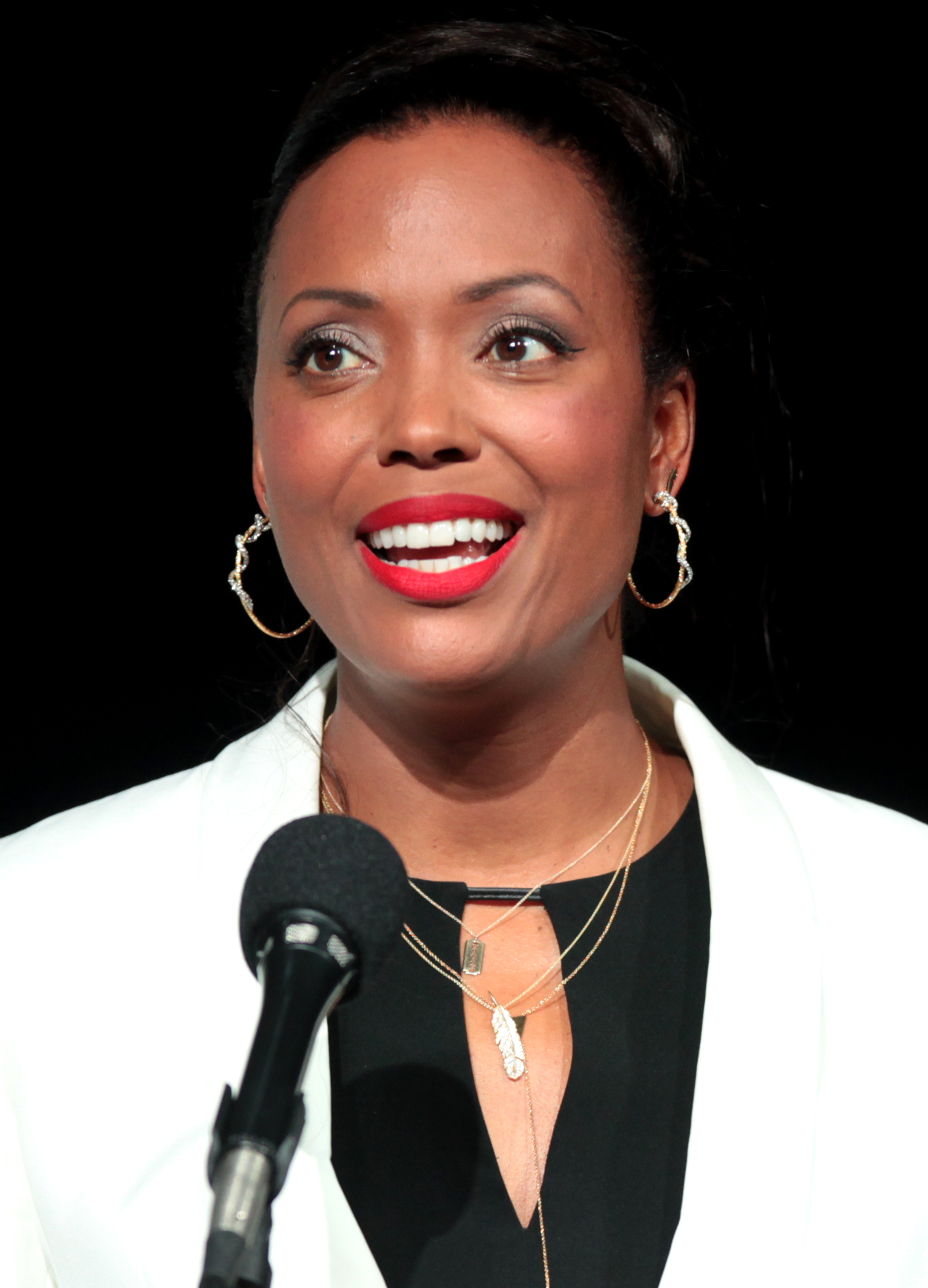
Aisha Tyler interpreta Tara Lewis

## Personaggi secondari
- Haley Brooks Hotchner (stagioni 1-5, guest 9), interpretata da Meredith Monroe e doppiata da Laura Lenghi.
È la moglie di Hotchner e la madre di suo figlio Jack. Divorziano nella terza stagione e lei muore nella quinta stagione, vittima del serial killer "Il Mietitore". Nella nona stagione, mentre l'agente Hotchner è operato chirurgicamente, gli compare in sogno.
- Diana Reid (stagioni 1-15), interpretata da Jane Lynch e doppiata da Roberta Paladini.
È la madre di Spencer Reid. È affetta da schizofrenia ed è stata internata proprio da Spencer, quando lui era appena maggiorenne.
- Erin Strauss (stagioni 2-8, guest 9,15), interpretata da Jayne Atkinson e doppiata da Stefania Romagnoli.
È il capo della sezione dove lavorano i protagonisti. Non è comparsa o citata nelle stagioni terza e quarta. Nell'ottava stagione avrà una storia con Rossi. Muore alla fine dell'ottava stagione per mano de "Il Replicatore". Nella nona stagione appare in alcuni flashback riguardanti il passato di Jennifer Jareau.
- William LaMontagne Jr. (stagioni 2-16), interpretato da Josh Stewart e doppiato da Gianfranco Miranda.
È un detective di New Orleans, che incontra il team del BAU quando si ritrova ad investigare su un serial killer della sua città. Successivamente si fidanza con JJ e nella quarta stagione avranno anche un bambino. I due si sposano nell'ultimo episodio della settima stagione. Nell'undicesima stagione avranno un secondo maschio, Michael.
- Kevin Lynch (stagioni 3-10), interpretato da Nicholas Brendon e doppiato da Luigi Ferraro.
È un tecnico informatico dell'FBI, che per breve tempo sostituisce Penelope Garcia durante la terza stagione. Successivamente i due si conoscono e iniziano a frequentarsi.
- Jordan Todd (stagione 4), interpretata da Meta Golding e doppiata da Barbara De Bortoli.
È l'agente che sostituisce Jennifer Jareau durante la sua maternità. Prima di entrare nella squadra, ha lavorato per l'antiterrorismo.
- Mateo Cruz (stagione 9-14), interpretato da Esai Morales e doppiato da Francesco Prando.
È il nuovo capo sezione dopo la morte di Erin Strauss. Ha un passato in comune con JJ, poiché i due lavorarono insieme in Medio Oriente in una missione segreta per il Pentagono.
- Jack Hotchner (stagioni 2-11), interpretato da Cade Owens.
È il figlio di Hotch e Haley Brooks; vive con la madre durante il periodo di separazione fra Hotch e la moglie. Quando "Il Mietitore" prende in ostaggio lui e Haley, il piccolo riesce a salvarsi nascondendosi in una cassapanca. Alla morte della madre, Hotch si prende un periodo di riposo dal lavoro per stare col figlio. Nella dodicesima stagione scopriamo che, assieme al padre, sono stati inseriti nel programma protezione testimoni, per proteggerli da un'eventuale vendetta da parte di un serial killer che, catturato da Hotch nella decima stagione, era evaso di galera alla fine dell'undicesima.
- Henry La Montagne (stagioni 4-15), interpretato da Mekhai Andersen.
È il figlio di JJ, avuto dal suo compagno William La Montagne. La madrina e il padrino del bambino sono Garcia e Reid e quest'ultimo è anche il suo profiler preferito.
- Michael La Montagne (stagione 11-15), interpretato da Phoenix Sky Andersen.
È il secondo figlio di JJ e di suo marito William, nonché il fratello minore di Henry.
- Joy Montgomery Rossi (stagioni 10-14), interpretata da Amber Stevens e doppiata da Erica Necci.
È la figlia di David Rossi. È nata dal secondo matrimonio del profiler con Hayden Montgomery. È vissuta in Francia con un patrigno che ha sempre creduto suo padre. In punto di morte di quest'ultimo, viene a sapere la verità e va in cerca del suo vero padre, con cui riuscirà a creare un rapporto molto solido. È una giornalista molto tenace, sposata con un italiano e ha un bambino di due anni, Kai. Ha confessato al padre che al college ha rischiato di essere stuprata dopo una festa e da allora è molto sensibile ad avvenimenti del genere.
- Meg Callahan (stagione 10), interpretata da Hailey Sole.
È la nipote dell'agente Kate Callahan. Rimasta orfana quand'era molto piccola (i genitori sono morti durante gli attentati dell'11 settembre), vive con Kate e suo marito Chris, che ne hanno la tutela e l'amano come se fosse figlia loro. Passa un brutto periodo quando scopre che Kate aspetta un bambino, poiché teme di essere trascurata dagli zii. Verrà rapita, verso fine stagione, da un predatore online impegnato nel traffico sessuale, ma sua zia, insieme al resto della squadra, riuscirà a salvarla e ad arrestare il killer.
- Chris Callahan (stagione 10), interpretato da Greg Grunberg.
È il marito dell'agente Kate Callahan e insieme a lei si prende cura della nipote Meg.
- Kristy Simmons (stagioni 13-15), interpretata a Kelly Frye.
È la moglie dell'agente Matt Simmons, con il quale ha 5 figli: Jake, David, Lily, ... e Rose Mary, nata durante la 15ª stagione.

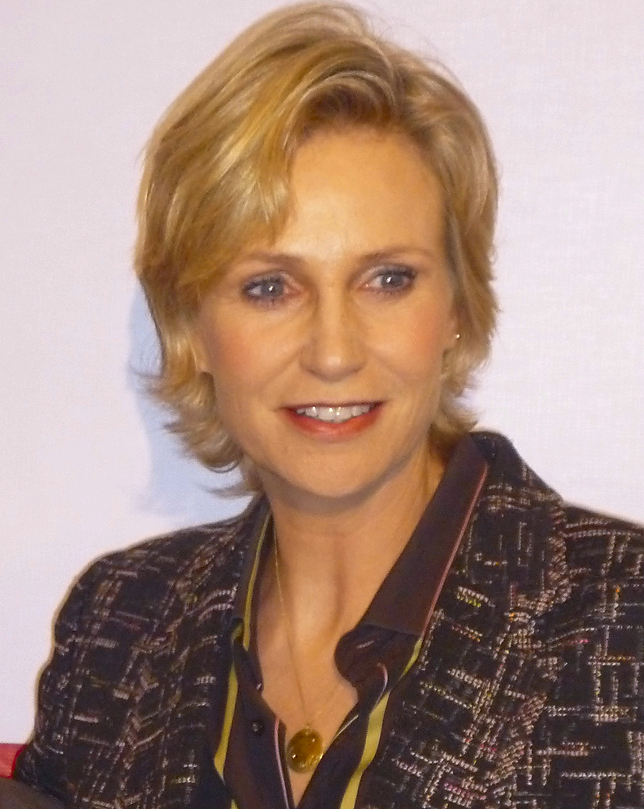
Jane Lynch interpreta Diana Reid
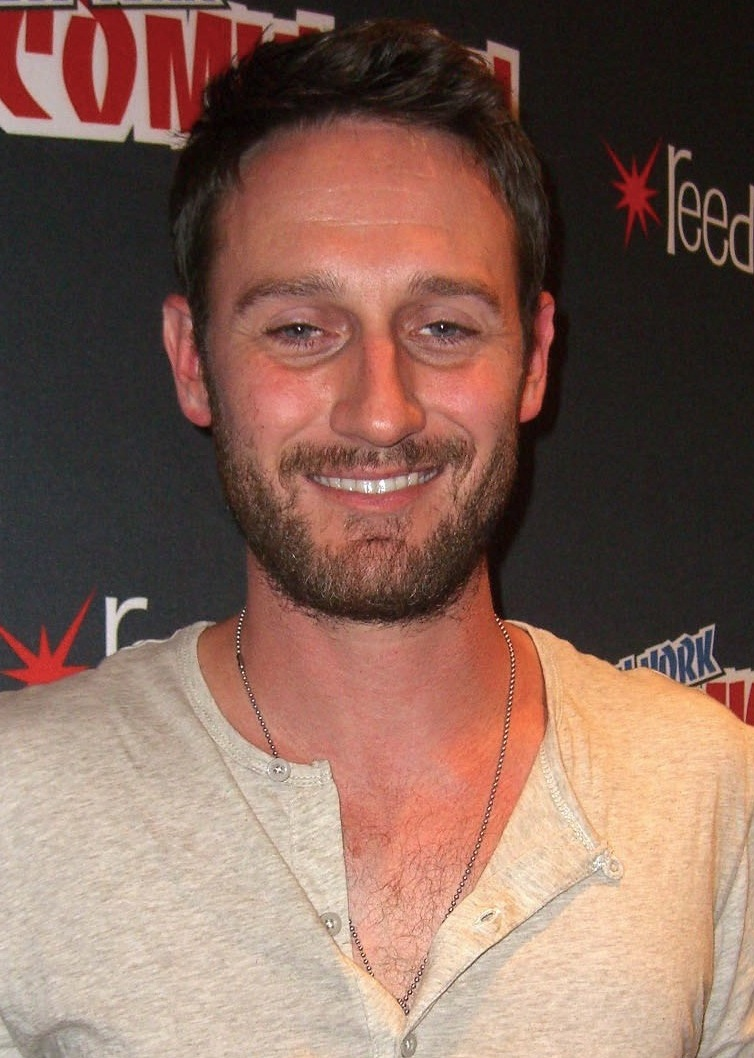
Josh Stewart interpreta William LaMontagne
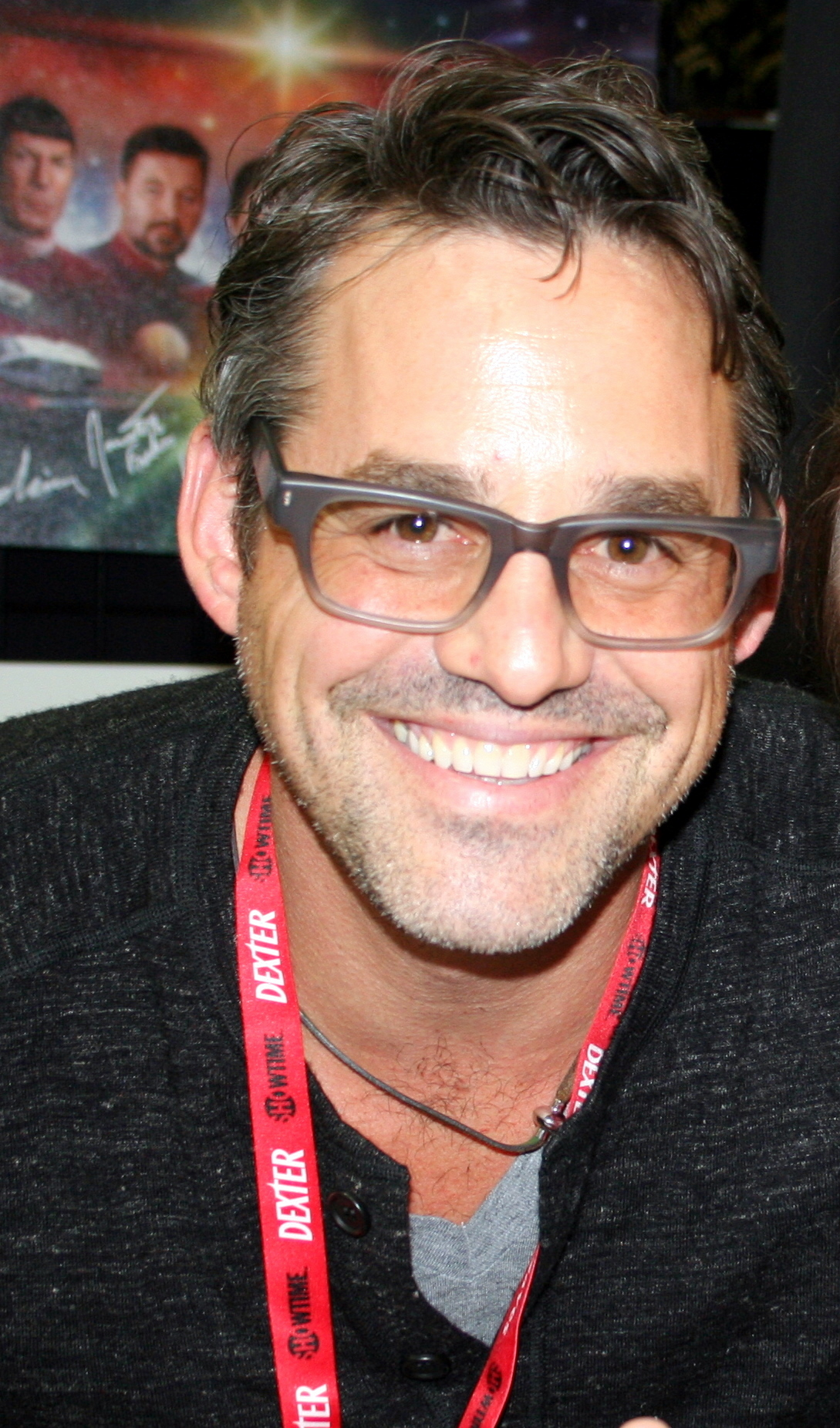
Nicholas Brendon interpreta Kevin Lynch
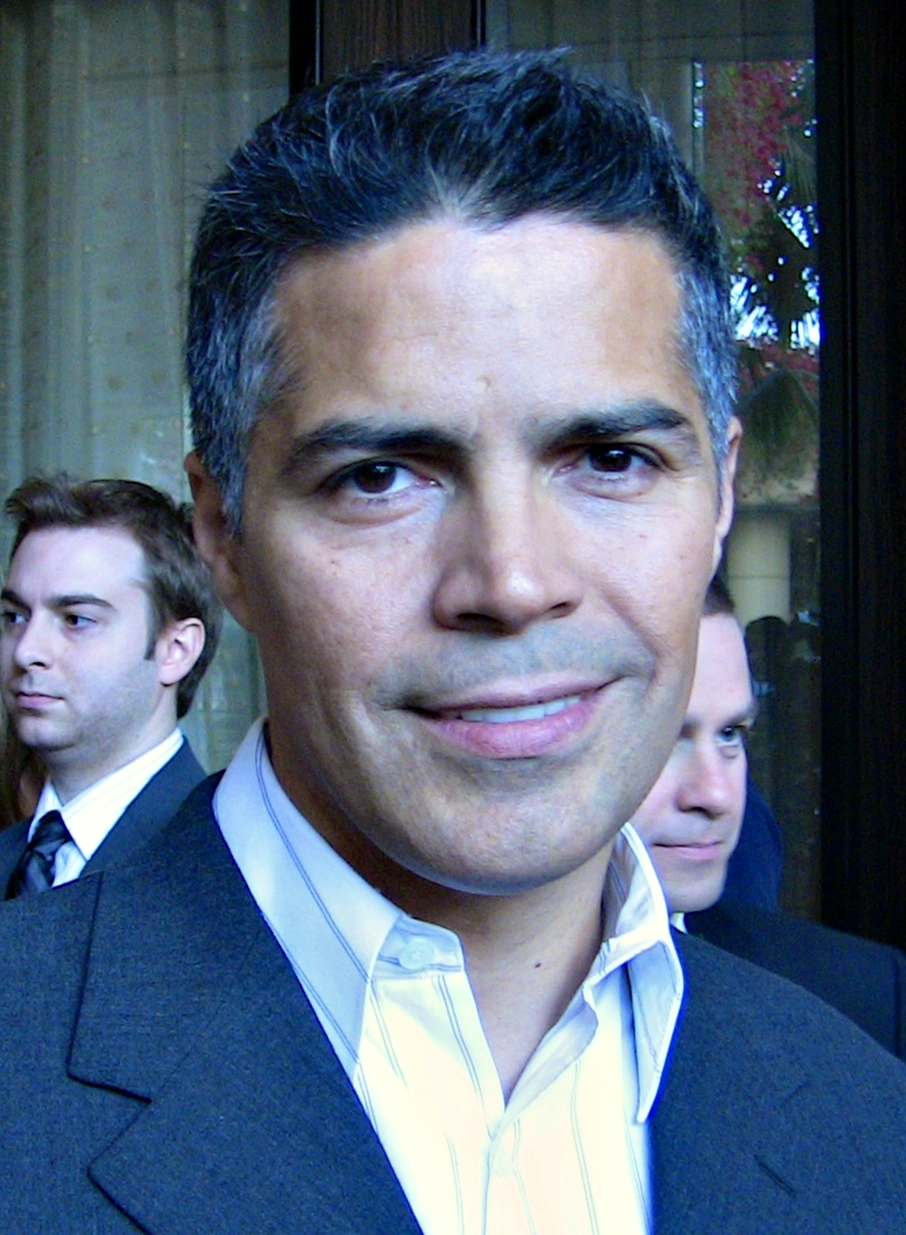
Esai Morales interpreta Mateo Cruz

## Soggetti Ignoti

### Stagione 1
| Episodio | Titolo                    | S.I.                                           | interpretato da                    | Note                                                          |
| -------- | ------------------------- | ---------------------------------------------- | ---------------------------------- | ------------------------------------------------------------- |
| 01       | Il profilo dell'assassino | Timothy Vogel, "lo strangolatore di Seattle"   | Andrew Jackson                     | Il killer del sentiero, interpretato da Lukas Haas            |
| 02       | Piromane                  | Clara Hayes                                    | Jennifer Hall                      | Il killer del sentiero, interpretato da Lukas Haas            |
| 03       | Scarica emotiva           | David Walker, "il dinamitardo di Palm Beach"   | Joe Hart                           | Adrian Bale, interpretato da Tim Kelleher                     |
| 04       | Guardami!                 | Franklin Graney, "Tommy il killer"             | Kirk B.R. Woller                   |                                                               |
| 05       | Doppia immagine           | Vincent Shyer                                  | Matt Letscher                      |                                                               |
| 06       | L'uomo nel mirino         | Phillip Dowd                                   | Timothy Omundson                   |                                                               |
| 07       | La volpe                  | Karl Arnold, "la volpe"                        | Neal Jones                         | Questo SI verrà poi interpellato nella 5ª stagione            |
| 08       | Assassino nato            | Vincent 'Vinnie' Perotta                       | Patrick Kilpatrick                 |                                                               |
| 09       | In ostaggio               | Theodore 'Ted' Bryar                           | Chris Bauer                        | Leo, la "voce" udita dall'S.I., è interpretata da Jeff Kober  |
| 10       | Nel segno del male        | Cory Bridges                                   | Will Rothhaar                      |                                                               |
| 11       | Sete di sangue            | Eddy Mays                                      | Kris Lemche                        | Mary Mays, la madre di Eddy, è interpretata da Lindsay Crouse |
| 12       | Una bambina da salvare    | Don Curtis                                     | Ned Vaughn                         |                                                               |
| 13       | Veleno                    | Edward Hill                                    | Nick Jameson                       |                                                               |
| 14       | Cavalcando il fiume       | Sarah Jean e Jacob Dawes                       | Jeannetta Arnette e Michael Massee |                                                               |
| 15       | Questioni in sospeso      | Walter Kern, "il killer della chiave di volta" | Aaron Lustig                       | Scott Harbin, interpretato da Christopher Grove               |
| 16       | La tribù                  | I membri della setta di Jackson Cally          | Chad Allen                         |                                                               |
| 17       | Il giustiziere            | Marvine Doyle                                  | Ethan Phillips                     |                                                               |
| 18       | Buonanotte, Hollywood     | Maggie Lowe                                    | Katheryn Winnick                   |                                                               |
| 19       | Machismo                  | Pablo Vargas                                   | Alejandro Patiño                   |                                                               |
| 20       | Il prezzo dell'infedeltà  | Mark Gregory                                   | Andy Comeau                        |                                                               |
| 21       | Segreti e bugie           | Bruno Hawks                                    | Ray Baker                          |                                                               |
| 22       | Il re pescatore, parte I  | Randall Gardner                                | Charley Rossman                    |                                                               |

### Stagione 2
| Episodio | Titolo                                                 | S.I.                                                                               | interpretato da                     | Note                                                                 |
| -------- | ------------------------------------------------------ | ---------------------------------------------------------------------------------- | ----------------------------------- | -------------------------------------------------------------------- |
| 01       | Il re pescatore, parte II                              | Randall Gardner                                                                    | Charley Rossman                     |                                                                      |
| 02       | Vite all'asta                                          | Michael Erston                                                                     | David Pevsner                       |                                                                      |
| 03       | La tempesta perfetta                                   | Amber e Tony Canardo                                                               | Nicki Aycox e Brad Rowe             |                                                                      |
| 04       | Psicodramma                                            | Caleb Dale Sheppard, "il bandito dello spogliarello"                               | Jason Wiles                         |                                                                      |
| 05       | Conseguenze                                            | William Lee                                                                        | Jason London                        |                                                                      |
| 06       | L'uomo nero                                            | Jeffrey Charles                                                                    | Cameron Monaghan                    |                                                                      |
| 07       | North Mammon                                           | Marcus Younger                                                                     | Tom Schmid                          |                                                                      |
| 08       | Pianeta vuoto                                          | Kenneth Roberts                                                                    | Jamie Elman                         |                                                                      |
| 09       | Il maestro e l'allievo                                 | "L'uomo cavo" e "il killer di Mill Creek"                                          | Scott Michael Morgan e Jason O'Mara |                                                                      |
| 10       | L'ora della preghiera                                  | La cellula terroristica sotto la guida di Jamal Abaza, anche chiamato "Jind Allah" | Anthony Azizi                       |                                                                      |
| 11       | Eros e Thanatos                                        | Ronald Weems                                                                       | Thomas Crawford                     |                                                                      |
| 12       | Il profilo del profiler                                | Carl Buford                                                                        | Julius Tennon                       |                                                                      |
| 13       | Senza via d'uscita, parte prima                        | Frank                                                                              | Keith Carradine                     |                                                                      |
| 14       | Raphael, parte prima                                   | Tobias Hankel, alias Raphael, alias il padre Charles                               | James Van Der Beek                  |                                                                      |
| 15       | Raphael, parte seconda                                 | Tobias Hankel, alias Raphael, alias il padre Charles                               | James Van Der Beek                  |                                                                      |
| 16       | Note mortali                                           | Terrance Wakeland                                                                  | David Ramsey                        |                                                                      |
| 17       | Angoscia                                               | Roy Woodridge                                                                      | Holt McCallany                      |                                                                      |
| 18       | Jones                                                  | Sarah Danlin                                                                       | Simone Kessell                      |                                                                      |
| 19       | Cenere e polvere                                       | Vincent Stiles                                                                     | Sean O'Bryan                        |                                                                      |
| 20       | Il codice dei ladri                                    | Lyvov Lysowsky e Natalya Chernus                                                   | Dimitri Diatchenko e Olga Sosnovska |                                                                      |
| 21       | Stagione di caccia                                     | Paul e Johnny Mulford                                                              | Jim Parrack e Jake Richardson       |                                                                      |
| 22       | Il lascito                                             | Charles Holcombe                                                                   | Thamus Rounds                       | Steven Foster, l'aiutante dell'SI, è interpretato da Ronnie Steadman |
| 23       | Senza via d'uscita, parte seconda: il ritorno di Frank | Frank Breitkopf                                                                    | Keith Carradine                     |                                                                      |

### Stagione 3
| Episodio | Titolo                      | S.I.                                             | interpretato da                            | Note                                                                                        |
| -------- | --------------------------- | ------------------------------------------------ | ------------------------------------------ | ------------------------------------------------------------------------------------------- |
| 01       | Dubbio                      | Nathan Tubs                                      | Vince Grant                                |                                                                                             |
| 02       | Nel nome del sangue         | Joe Smith                                        | Eddie Cibrian                              | David Smith, il figlio dell'SI che ricomparirà nella, è interpretato da Chandler Canterbury |
| 03       | Spaventati a morte          | Stanley Howard                                   | Michael O'Keefe                            |                                                                                             |
| 04       | Bambini nel buio            | Gary e Ervin Robles                              | William Lee Scott e Francis Capra          |                                                                                             |
| 05       | Sette secondi               | Susan Jacobs                                     | Suzanne Cryer                              |                                                                                             |
| 06       | Mi hai visto?               | Max Pool                                         | Andrew Kavovit                             |                                                                                             |
| 07       | Identità                    | Henry Frost                                      | Kaj-Erik Eriksen                           | Max Goehring, il mentore dell'SI, è interpretato da Michael Cudlitz                         |
| 08       | Fortunato                   | Floyd Feylinn Ferell                             | Jamie Kennedy                              | Questo SI ricomparirà nella 13ª stagione                                                    |
| 09       | Penelope                    | Jason Clark Battle, alias James Colby Baylor     | Bailey Chase                               |                                                                                             |
| 10       | Il cavaliere della notte    | Jonny McHale                                     | Frankie Muniz                              |                                                                                             |
| 11       | Eredità di sangue           | Charles Wilkinson                                | Curt Bonnem                                |                                                                                             |
| 12       | La terza possibilità        | Ryan Philips, Taylor Coleman e Douglas Silverman | Riley Smith, Curtiss Frisle e Daniel Geyer | Lindsey Vaughan, interpretata da Gia Mantegna, ricomparirà poi nella 12ª stagione           |
| 13       | Il prezzo dell'ambizione    | Jeremy Embrus                                    | Christopher Allen Nelson                   |                                                                                             |
| 14       | Il tassello mancante        | Joe e Landon                                     | Matt Cates e E.J. Callahan                 | Chester Hardwick, il serial killer in prigione, è interpretato da Michael Shamus Wiles      |
| 15       | L'angelo della misericordia | Peter Redding                                    | Scott Michael Campbell                     |                                                                                             |
| 16       | Memoria da elefante         | Owen Savage                                      | Cody Kasch                                 |                                                                                             |
| 17       | I segreti degli altri       | Steven Fitzgerald                                | Michael Graziadei                          |                                                                                             |
| 18       | Vite incrociate             | Mike Hicks                                       | Scott Lowell                               | Audrey Henson, la moglie assassina, è interpretata da Mary Margaret Humes                   |
| 19       | Tabula rasa                 | Brian Matloff, "Lo Strangolatore di Blue Ridge"  | Eric Lange                                 |                                                                                             |
| 20       | Bassa intensità             | Cellula terroristica di più membri               |                                            |                                                                                             |

### Stagione 4
| Episodio | Titolo                       | S.I.                             | interpretato da                            | Note                                                                               |
| -------- | ---------------------------- | -------------------------------- | ------------------------------------------ | ---------------------------------------------------------------------------------- |
| 01       | Ai confini del caos          | Ben Abner                        | Adoni Maropis                              | Sam, il terrorista che ha piazzato la bomba, è interpretato da Michael Steger      |
| 02       | Il creatore di angeli        | Chloe Kelcher                    | Lauren Bowles                              | Cortland Ryan, il serial killer che ispirato l'SI, è interpretato da Neil Hopkins  |
| 03       | Fede cieca                   | Benjamin Cyrus                   | Luke Perry                                 | Kane, l'ex leader della setta, è interpretato da Jeff Fahey                        |
| 04       | Motel Paradise               | Floyd Hansen, alias Wayne Dryden | Wil Wheaton                                |                                                                                    |
| 05       | La sete del viaggiatore      | Armando Ruiz Salinas             | Andre Royo                                 |                                                                                    |
| 06       | Istinti profondi             | Claire Bates                     | Melinda Page Hamilton                      |                                                                                    |
| 07       | Labirinti della memoria      | Gary Michaels                    | Andrew Michael Harlander                   | Lou Jenkins, il padre di Riley che ha ucciso l'SI, è interpretato da Brian Goodman |
| 08       | Capolavoro della follia      | prof. Henry Rothchild            | Jason Alexander                            |                                                                                    |
| 09       | L'importanza della pulizia   | Robert Parker                    | Gabriel Olds                               |                                                                                    |
| 10       | Fratelli di sangue           | senza nome                       |                                            | Playboy, il capo della banda che uccide l'SI, è interpretato da Guillermo Díaz     |
| 11       | Il guerriero della strada    | Norman Hill                      | Mitch Pileggi                              |                                                                                    |
| 12       | Anime gemelle                | William Harris e Stephen Baleman | Michael Boatman e George Newbern           |                                                                                    |
| 13       | Di padre in figlio           | La famiglia romena               | Andrew Divoff, Cynthia Gibb e Slade Pearce |                                                                                    |
| 14       | Il conforto della morte      | Roderick Gless                   | Sam Littlefield                            |                                                                                    |
| 15       | Quando non c'è un perché     | Eric Ryan Olson                  | Johnny Lewis                               |                                                                                    |
| 16       | La deriva del piacere        | Megan Kane                       | Brianna Brown                              |                                                                                    |
| 17       | Demonologia                  | Padre Paul Silvano               | Carmen Argenziano                          |                                                                                    |
| 18       | L'onnivoro                   | George Foyet, "il mietitore"     | C. Thomas Howell                           |                                                                                    |
| 19       | Follia incendiaria           | Tommy Wheeler, alias Tommy Boren | Tommy Dewey                                |                                                                                    |
| 20       | Mostri e fantasmi dell'anima | Adam Jackson, alias Amanda       | Jackson Rathbone                           |                                                                                    |
| 21       | Sfumature di grigio          | Danny Murphy                     | Kendall Ryan Sanders                       | Hugh Rollins, l'SI che ha ucciso due bambini, è interpretato da John Billingsley   |
| 22       | Aiutatemi                    | Vincent Rowlings                 | Alex O'Loughlin                            |                                                                                    |
| 23       | Il killer della strada       | Ian Coakley                      | Craig Bailey Jr.                           |                                                                                    |
| 24       | Arma biologica               | Chad Brown                       | David Dean Bottrell                        |                                                                                    |
| 25       | La porta dell'inferno        | Lucas Turner                     | Paul Rae                                   | Mason Turner, il fratello maggiore di Lucas, è interpretato da Garret Dillahunt    |
| 26       | All'inferno e ritorno        | Lucas Turner                     | Paul Rae                                   | Mason Turner, il fratello maggiore di Lucas, è interpretato da Garret Dillahunt    |

### Stagione 5
| Episodio | Titolo                       | S.I.                                     | interpretato da                                        | Note |
| -------- | ---------------------------- | ---------------------------------------- | ------------------------------------------------------ | --- |
| 01       | Senza nome, senza volto      | Patrick Meyers                           | Michael Adler                                          | George Foyet, il mietitore che ha pugnalato Hotch, è interpretato da C. Thomas Howell                                          |
| 02       | Il trauma della memoria      | Darrin Call                              | adulto Sean Patrick Flanery; bambino Benjamin Stockham | Bill Jarvis, l'assassino di Hollow Creek, padre di Darrin, è interpretato da Don Creech da adulto e da Kanin Howell da giovane |
| 03       | Il pianificatore             | Tony Mecacci, alias Bosola               | Tom Ohmer                                              | Boyd Schuller, il giudice che ha assoldato il killer, è interpretato da Lawrence Pressman                                      |
| 04       | Violenza pura                | J. Turner, C. Vincent e J.R. Baker       | Travis Aaron Wade, Clayne Crawford e Blake Shields     | |
| 05       | Un terribile giro di giostra | Robert e Linda Reimann                   | Erik Jorn Sundquist e Frieda Jane                      | |
| 06       | L'enuclatore                 | Earl Bulford                             | Todd Giebenhain                                        | |
| 07       | La musica del sangue         | Gina King                                | Inbar Lavi                                             | Ray Campion, che istiga l'SI agli omicidi, è interpretato da Eddie Jemison                                                     |
| 08       | Caccia alla volpe            | Miranda Dracar                           | Kristina Klebe                                         | Ricompare Karl Arnold, interpretato da Neal Jones, che parla di George Foyet a Hotch                                           |
| 09       | 100                          | George Foyet                             | C. Thomas Howell                                       | |
| 10       | Schiavo del dovere           | Joe Belser                               | Wes Brown                                              | |
| 11       | Vendetta incrociata          | Dale Shrader                             | Lee Tergesen                                           | Joe Muller, il complice di Shrader, è interpretato da Tim Guinee                                                               |
| 12       | Il gioco continua            | Samantha Malcolm                         | Jennifer Hasty                                         | |
| 13       | Giochi pericolosi            | Wilson Summers                           | John Pyper-Ferguson                                    | |
| 14       | La rete dell'inganno         | William Hodges, con 10 identità diverse  | Victor Webster                                         | |
| 15       | Nemico pubblico              | Connor O'Brien                           | Nate Mooney                                            | William O'Brien, il padre dell'SI, è interpretato da Timothy Brennen                                                           |
| 16       | Mosley Lane                  | Roger e Anita Weld Roycewood             | Bud Cort e Beth Grant                                  | |
| 17       | Il re solitario              | Wade Hatchett                            | Bradford Tatum                                         | |
| 18       | Fino alla morte              | John Vincent Bell                        | Jason Brooks                                           | |
| 19       | Caccia all'uomo              | Ronald Boyd                              | Mike Doyle                                             | |
| 20       | Il male dipinto              | Robert Matthew Burke                     | John Thaddeus                                          | Juliet Monroe,la complice dell'SI, è interpretata da Jolene Andersen                                                           |
| 21       | Sindrome abbandonica         | Owen Porter                              | Mark L. Young                                          | |
| 22       | Morte online                 | Robert Johnson                           | Reece Rios                                             | |
| 23       | Il principe delle tenebre    | Billy Flynn, "il principe delle tenebre" | Tim Curry                                              | |

### Stagione 6
| Episodio | Titolo                        | S.I.                                           | interpretato da                                 | Note |
| -------- | ----------------------------- | ---------------------------------------------- | ----------------------------------------------- | --- |
| 01       | Una lunga, lunga notte        | Billy Flynn, "il principe delle tenebre"       | Tim Curry                                       | |
| 02       | JJ                            | Syd Pearson e Jimmy Barrett                    | Michael Welch e Chris Marquette                 | |
| 03       | Il ricordo delle cose passate | Lee Mullens, "il macellaio" e Colby Bachner    | Daniel J. Travanti e Josh Braaten               | |
| 04       | Posizioni compromettenti      | James Thomas                                   | Craig Sheffer                                   | |
| 05       | Anime malvagie                | Jeremy Sayer                                   | Sterling Beaumon                                | |
| 06       | La notte del diavolo          | Caman Scott                                    | Leonard Roberts                                 | |
| 07       | Bisogno d'amore               | Michael Kosina, Chris Salters e Scott Kagan    | Steve Talley, Michael Grant Terry e Jake Thomas | |
| 08       | Riflesso del desiderio        | Rhett Walden, "lo squartatore del Campidoglio" | Robert Knepper                                  | |
| 09       | Dentro i boschi               | Shane Wyland                                   | Gill Gayle                                      | Brandon Stiles, l'amico pedofilo dell'SI, è interpretato da David Trice                                      |
| 10       | Cercando il perdono           | Drew Jacobs                                    | Kenneth Mitchell                                | |
| 11       | Una storia complessa          | James Stanworth, Tom Wittman e Mary Rutka      | Philip Casnoff, Phil Levesque e Paula Mattioli  | |
| 12       | La forza del cuore            | Hollis Walker Jr.                              | Chris Butler                                    | |
| 13       | Il tredicesimo passo          | Ray Donovan e Sidney Manning                   | Jonathan Tucker e Adrianne Palicki              | |
| 14       | L'odore del passato           | Steven                                         | Brad William Henke                              | Compare Ian Doyle, vecchia conoscenza di Prentiss, interpretato da Timothy V. Murphy                         |
| 15       | Il prezzo del cambiamento     | Jane Gould                                     | Rebecca Field                                   | |
| 16       | Note dal profondo             | Bill Thomas                                    | Lew Temple                                      | |
| 17       | Valhalla                      | Ian Doyle                                      | Timothy V. Murphy                               | |
| 18       | Lauren                        | Ian Doyle                                      | Timothy V. Murphy                               | |
| 19       | Con amici come questi...      | Ben Foster                                     | Bug Hall                                        | Matt, Yolanda e Tony, le visioni di Ben, sono interpretati da Matt McTighe, Samantha Shelton e Chad Lindberg |
| 20       | Stadi del dolore              | Shelley Chamberlain                            | Kelli Williams                                  | |
| 21       | Ombre del passato             | Greg Phinney                                   | Chad Todhunter                                  | |
| 22       | Alla ricerca di Rose          | Robert Bremmer                                 | Jeffrey Meek                                    | |
| 23       | Il mare è grande              | Blake Wells                                    | Karl Makinen                                    | |
| 24       | Domanda e offerta             | Gruppo, comandato da Lucy                      | Angela Sarafyan                                 | |

### Stagione 7
| Episodio | Titolo                      | S.I.                                        | interpretato da                          | Note                                                                                          |
| -------- | --------------------------- | ------------------------------------------- | ---------------------------------------- | --------------------------------------------------------------------------------------------- |
| 01       | Contro ogni nemico          | Chloe Donaghy e Lachlan McDermott           | Ursula Brooks e Robin Atkin Downes       |                                                                                               |
| 02       | Prova estrema               | Ben 'Cy' Bradstone                          | Andy Midler                              |                                                                                               |
| 03       | Prigioniero della mente     | Luke Dolan                                  | Max Martini                              |                                                                                               |
| 04       | L'escluso                   | Robert Adams                                | Eric Jugmann                             |                                                                                               |
| 05       | Il dolore della colpa       | George Kelling                              | Patrick Stafford                         |                                                                                               |
| 06       | Al di là della morte        | Chase Whitaker                              | Sam Murphy                               |                                                                                               |
| 07       | Nell'occhio del tornado     | Travis James                                | Alex Weed                                |                                                                                               |
| 08       | Hope                        | Bill Rogers                                 | Jack Coleman                             |                                                                                               |
| 09       | Onore e disciplina          | Colonnello Ron Massey                       | René Auberjonois                         | Il Luogotenente Tawes, braccio destro del Colonnello, è interpretato da George Gerdes         |
| 10       | Ultimo round                | Jimmy Hall                                  | Shawn Hatosy                             |                                                                                               |
| 11       | Veri geni                   | Caleb Rossmore                              | Jeff Newburg                             | Harvey Morell, con cui l'SI ha ucciso un ragazzo da giovane, è interpretato da Finn Wittrock  |
| 12       | Soggetto ignoto             | Hamilton Bartholomew, "l'uomo del piano"    | Jay Karnes                               | Herman Scobie, che ha imitato l'SI, è interpretato da Matthew Alan                            |
| 13       | Il banco vince sempre       | Curtis Bank                                 | Dean Cain                                |                                                                                               |
| 14       | L'ultimo bicchiere          | Michael                                     | Geoffrey Blake                           |                                                                                               |
| 15       | Una linea sottile           | Trevor Mills                                | Kevin Sheridan                           | Steve Wennington, che istigava l'SI a commettere gli omicidi, è interpretato da Ken W. Murphy |
| 16       | Affari di famiglia          | Jeffrey, Linda e Donald Collins             | Derek Magyar, Kathy Baker e William Russ |                                                                                               |
| 17       | Ti amo, Tommy Brown         | Maggie Hallman                              | Teri Polo                                |                                                                                               |
| 18       | La moneta del ricordo       | J. B. Allen                                 | Garrett M. Brown                         |                                                                                               |
| 19       | La dimora degli Heathridge  | James Heathridge                            | Kyle Gallner                             |                                                                                               |
| 20       | La società                  | Malcolm Ford                                | Chad L. Coleman                          |                                                                                               |
| 21       | La bacchetta del rabdomante | Dylan Kohler                                | Mackenzie Astin                          | Rod Garrett, la fonte di ispirazione dell'SI, è interpretato da Eddie Kehler                  |
| 22       | A lezione dai profiler      | Thomas Yates, "predatore di uteri"          | Adam Nelson                              |                                                                                               |
| 23       | Colpisci...                 | Chris e Oliver Stratton e Izzy Rogers       | Evan Jones, Seth Laird e Tricia Helfer   |                                                                                               |
| 24       | ... E fuggi                 | Chris Stratton, Izzy Rogers e Matthew Downs | Evan Jones, Tricia Helfer e Josh Randall |                                                                                               |

### Stagione 8
| Episodio | Titolo                 | S.I.                              | interpretato da                      | Note                                                                                                 |
| -------- | ---------------------- | --------------------------------- | ------------------------------------ | --- |
| 01       | Il silenziatore        | John Myers, "il silenziatore"     | Troy Kotsur                          | |
| 02       | L'accordo              | Darlene Beckett e Ellen Russel    | Kim Wayans e Mackenzie Phillips      | |
| 03       | Attraverso lo specchio | Arthur Rykov                      | John Fleck                           | |
| 04       | Il complesso di Dio    | John Nelson                       | Ray Wise                             | |
| 05       | La buona terra         | Emma Kerrigan                     | Anne Dudek                           | |
| 06       | L'apprendista          | David Roy Turner e Toby Whitewood | Matthew Lillard e Harrison Thomas    | |
| 07       | Dedicato a...          | Chad Mills                        | Shane Johnson                        | Il Sergente Harrison Scott, che comparirà nelle puntate successive, è interpretato da Meshach Taylor |
| 08       | Dei del combattimento  | Matt e Josh Moore                 | David Gallagher e Andrew James Allen | |
| 09       | Magnifica luce         | Carl Finster                      | Raphael Sbarge                       | |
| 10       | La recita              | Adam Rain                         | Brad Dourif                          | |
| 11       | Fantasmi dell'anima    | Willie Kestler                    | Bill Tangradi                        | Russell Smith, l'omicida che morì il giorno della nascita dell'SI, è interpretato da Patrick Holder  |
| 12       | Zugzwang               | Diane Turner                      | Michelle Trachtenberg                | |
| 13       | Magnum opus            | Bryan Hughes                      | John Patrick Amedori                 | |
| 14       | Quel che resta...      | Sara Morrison                     | Sophi Bairley                        | |
| 15       | Identità violate       | Paul Westin                       | Patrick John Flueger                 | |
| 16       | Omicidi fotocopia      | Donnie Bidwell                    | Scott Grimes                         | |
| 17       | Terapia di gruppo      | Mark Jackson e Peter Harper       | Andrew Bowen e Patrick Breen         | |
| 18       | Restauro               | Rodney Harris                     | Keith Tisdell                        | |
| 19       | La pagherete in futuro | Tory Chapman                      | Rob Nagle                            | |
| 20       | Alchimia               | Tess Mynock e Raoul Whalen        | Angela Bettis e Cooper Huckabee      | |
| 21       | Mia cara tata          | Jonathan Ray Covey                | Christopher Amitrano                 | |
| 22       | Numero 6               | Phillip Connor                    | Adam Harrington                      | |
| 23       | I fratelli Hotchner    | Larry Feretich                    | Richard Augustine                    | |
| 24       | Il replicatore         | John Curtis                       | Mark Hamill                          | |

### Stagione 9
| Episodio | Titolo                           | S.I.                            | interpretato da              | Note |
| -------- | -------------------------------- | ------------------------------- | ---------------------------- | ---- |
| 01       | L'ispirazione                    | Wallace Hines                   | Fred Koehler                 |      |
| 02       | Vite allo specchio               | I gemelli Wallace e Jesse Hines | Camryn Manheim, Fred Koehler |      |
| 03       | L'ultimo colpo                   | Colin Bramwell                  | Mike Colter                  |      |
| 04       | Prestare testimonianza           | Anton Harris                    | David Anders                 |      |
| 05       | Route 66                         | Eddie Lee Wilcox                | Todd Stashwick               |      |
| 06       | Nel sangue                       | Leland Duncan                   | James Immekus                |      |
| 07       | Il guardiano                     | Tanner Johnson                  | Jack Plotnick                |      |
| 08       | Il ritorno                       | Wayne Gulino                    | Mark Sivertsen               |      |
| 09       | Il frutto dell'odio              | Charles Johnson                 | Glynn Turman                 |      |
| 10       | Numero privato                   | Daniel Milworth                 | Mike Ostroski                |      |
| 11       | Rabbia assassina                 | Ronald Underwood                | Tom Vincent                  |      |
| 12       | La Regina Nera                   | Sam Russell e il suo complice   | Erik Passoja                 |      |
| 13       | La strada di casa                | Clifford Walsh                  | Jon Gries                    |      |
| 14       | 200                              | Tivon Askari                    | Faran Tahir                  |      |
| 15       | Il signore e la signora Anderson | Alan e Judith Anderson          | Ned Bellamy e Mary Mara      |      |
| 16       | Gabby                            | Sue Walsh                       | Sianoa Smit-McPhee           |      |
| 17       | Persuasione                      | Marvin Caul e Cesar Jones       | David Clennon e Michael Irby |      |
| 18       | Idrofobo                         | Cunningham David                | Steve Monroe                 |      |
| 19       | La realtà dimenticata            | Joe Bachner e Daria Semsen      | Taymour Ghazi e Aasha Davis  |      |
| 20       | Relazioni di sangue              |                                 | Bill Oberst Jr.              |      |
| 21       | Che succede a Mecklinburg...     | Sheila Harrison                 |                              |      |
| 22       | Destino                          | William Harding                 | Bruce Baumgartner            |      |
| 23       | Angeli                           | Owen McGregor                   | Michael Trucco               |      |
| 24       | Demoni                           | Owen McGregor                   | Michael Trucco               |      |

### Stagione 10
| Episodio | Titolo                       | S.I.                                       | interpretato da                            | Note            |
| -------- | ---------------------------- | ------------------------------------------ | ------------------------------------------ | --------------- |
| 01       | X                            | Steven Parkett                             | Eric Frentzel                              |                 |
| 02       | Le porte dell'inferno        | Justin Leu                                 | C.S. Lee                                   |                 |
| 03       | Mille soli sfolgoranti       | Hugh "Hayman" Vasher                       | John Grady                                 |                 |
| 04       | Terrore sotto la pelle       | Leo Jenkins                                | Jon Abrahams                               |                 |
| 05       | Il castigo di Halloween      | John David Bidwell                         | J. Michael Trautmann                       |                 |
| 06       | Se la scarpetta...           | Claire Dunbar                              | Abbie Cobb                                 |                 |
| 07       | Hashtag                      | William Pratt                              | Ian Nelson                                 | L'uomo specchio |
| 08       | Traumi del passato           | Chad Griffith, Andrew Ford e Brian Stiller | Evan Gamble, Alex MacNicoll e Garrett Boyd |                 |
| 09       | Destini incrociati           | Ellen Connell                              | Tina Holmes                                |                 |
| 10       | Amelia Porter                | Benton Farland                             | Travis Caldwell                            |                 |
| 11       | Il popolo eterno             | Jon Kanak                                  | Ptolemy Slocum                             |                 |
| 12       | Anonimo                      | Frank Cosgrove                             | Ray Abruzzo                                |                 |
| 13       | Il passero di Nelson         | Donnie Mallick                             | Arye Gross                                 |                 |
| 14       | Il culto dell'eroe           | Allen Archer e James Burke                 | Lex Medlin e Grinnell Morris               |                 |
| 15       | Urla!                        | Peter Holden                               |                                            |                 |
| 16       | Carcere di massima sicurezza | Dale Shavers                               | William Ragsdale                           |                 |
| 17       | Asfissia erotica             | Patrick Jon Murphy                         | Mark Deklin                                |                 |
| 18       | Rock Creek Park              |                                            |                                            |                 |
| 19       | Al di là dei confini         | Jerry Tidwell                              | Darri Ingolfsson                           |                 |
| 20       | Un posto a tavola            | Marc Clifford                              | Grant Harvey                               |                 |
| 21       | Signor Graffio               | Peter Lewis                                | Bodhi Elfman                               |                 |
| 22       | Protezione                   | Daniel Lee Stokes                          | Joe Adler                                  |                 |
| 23       | La caccia                    | Alex Zorgen                                | Brian Howe                                 |                 |

### Stagione 11
| Episodio | Titolo                       | S.I.                                                            | interpretato da                                       | Note                      |
| -------- | ---------------------------- | --------------------------------------------------------------- | ----------------------------------------------------- | ------------------------- |
| 01       | Un lavoro sporco             | Giuseppe Montolo                                                | Robert Neary                                          |                           |
| 02       | Il testimone                 | Mitchell Crossford                                              | Stephen Kilcullen                                     |                           |
| 03       | Finché morte non ci separi   | Dana Seavers                                                    | Ashley Fink                                           |                           |
| 04       | Fuorilegge                   | William Duke Mason e Lester Turner                              | Jesse Luken e Stephen Monroe Taylor                   |                           |
| 05       | I fantasmi della notte       | William Cochran                                                 | Johnny Sneed                                          |                           |
| 06       | La città dei reietti         | Matthew Franks                                                  | Noah Crawford                                         |                           |
| 07       | Un mondo di squali           | Tom e Paul Larson                                               | Leif Steinert e Robert L. Hughes                      |                           |
| 08       | Ad occhi sbarrati            | William Taylor                                                  | Todd Lowe                                             |                           |
| 09       | Affari interni               | Jacob DuFour                                                    | Richie Stephens                                       |                           |
| 10       | Futuro allo specchio         | Robert Boles                                                    | Matt Burns                                            |                           |
| 11       | Entropia                     | Catherine Adams, la "Dinamitarda", il "Cecchino" e il "Chimico" | Aubrey Plaza, Julia Kuzina, Mark Semos e Victor J. Ho |                           |
| 12       | Il conducente                | James O'Neill                                                   | Eric Nenninger                                        |                           |
| 13       | Legame di sangue             | Randy Jacobs e Flora Martin                                     | Wilson Bethel e Veronica Cartwright                   |                           |
| 14       | L'ostaggio                   | Michael Clark Thompson                                          | Daniel Roebuck                                        |                           |
| 15       | Distintivo e pistola         | Andrew Meeks                                                    | Carmine Giovinazzo                                    |                           |
| 16       | Derek                        |                                                                 |                                                       |                           |
| 17       | L'uomo della sabbia          | Patrick Sorenson                                                | Reston Williams                                       |                           |
| 18       | Ogni fine ha anche un inizio | Chazz Montolo                                                   | Lance Henriksen                                       | Padre di Giuseppe Montolo |
| 19       | Omaggio                      | Michael Lee Peterson                                            | Ryan Caldwell                                         |                           |
| 20       | Bellezza interiore           | Joseph Berzon                                                   | Devon Gummersall                                      |                           |
| 21       | La spina dorsale del diavolo | Claude Barlow                                                   | Jason Denuszek                                        |                           |
| 22       | La tempesta                  | Eric Rawdon                                                     | Jonathan Camp                                         |                           |

### Stagione 12
| Episodio | Titolo                 | S.I.                              | interpretato da              | Note                                       |
| -------- | ---------------------- | --------------------------------- | ---------------------------- | ------------------------------------------ |
| 01       | Il re cremisi          | Peter Lewis                       | Bodhi Elfman                 | Noto con lo pseudonimo di "Signor Graffio" |
| 02       | Sensi di colpa         | John David Bates                  | Eric Murdoch                 |                                            |
| 03       | Tabù                   | Stuart Barker                     | Lachlan Buchanan             |                                            |
| 04       | Il custode             | Cormac Burton                     | Dusty Sorg                   |                                            |
| 05       | Non fare agli altri    | Kyle Ecklund                      | Joey Bragg                   |                                            |
| 06       | Lo stagno di Elliott   | Deeley Henson e John Henry Henson | Brett Rickaby e Rob Zabrecky | Noti come "i gemelli Henson"               |
| 07       | Immagine speculare     | Peter Lewis                       | Bodhi Elfman                 |                                            |
| 08       | Lo spaventapasseri     | Kevin Decker                      | Chris Owen                   |                                            |
| 09       | Profiling 202          | Tommy Yates                       | Adam Nelson                  | Noto come "razziatore di uteri"            |
| 10       | La rabbia dentro       | Bethany Adams                     | Stevie Lynn Jones            |                                            |
| 11       | Il tempo della memoria | Bryce Jarvis                      | Eric Henry                   |                                            |
| 12       | Un buon marito         | Mark Tolson                       | Ivan Hernandez               |                                            |
| 13       | Spencer                | Anonimo                           |                              |                                            |
| 14       | Rotta di collisione    | Jonathan Rhodes                   | Joey Jennings                |                                            |
| 15       | Maschio alfa           | Alan Crawford                     | Erich Lane                   |                                            |
| 16       | Un aiuto inutile       | Daniel Allen White                | Aidan Bristow                |                                            |
| 17       | Nell'oscurità          | Trey Gordon                       | Johnny Wactor                |                                            |
| 18       | Il lato oscuro         | John Malone                       | Niko Nicotera                |                                            |
| 19       | Il vero nord           | Ben Davis                         | Blake Webb                   |                                            |
| 20       | Indimenticabile        | Sarah McLean                      |                              |                                            |
| 21       | Luce verde             | Lindsey Vaughn e Cat Adams        | Gia Mantegna e Aubrey Plaza  |                                            |
| 22       | Luce rossa             | Lindsey Vaughn e Cat Adams        | Gia Mantegna e Aubrey Plaza  |                                            |

### Stagione 13
| Episodio | Titolo                   | S.I.                                               | interpretato da                          | Note |
| -------- | ------------------------ | -------------------------------------------------- | ---------------------------------------- | ---- |
| 01       | Decolliamo               | Peter Lewis                                        | Bodhi Elfman                             |      |
| 02       | Verso un posto migliore  | William Lynch                                      | Alberto Frezza                           |      |
| 03       | L'angelo azzurro         | Gabriel Merza                                      | Solomon Shiv                             |      |
| 04       | Killer-App               | Jake Logan                                         | Tyler Francavilla                        |      |
| 05       | Colpi di fortuna         | Floyd Ferrell e Marcus Manning                     | Jamie Kennedy e Jaime Barcelon           |      |
| 06       | Il bunker                | Lawrence Coleman e Irene Jacobs                    | Darrell Hammond e Meagen Fay             |      |
| 07       | Polvere & ossa           | Desi Gutierrez                                     | Doris Morgado                            |      |
| 08       | Terrore al neon          | Jeffrey Whitfield                                  | Liam Cronin                              |      |
| 09       | Sotto falsa bandiera     | Melissa Miller                                     | Zelda Williams                           |      |
| 10       | Sommersi                 | Jess Carney                                        | Steven Grayhm                            |      |
| 11       | Segreti oscuri           | Shelly Gorman                                      | Kathryn Winslow                          |      |
| 12       | Una luna crudele         | Mitchell McCord                                    | Ronnie Marmo                             |      |
| 13       | La cura                  | Rafael Taveras                                     | Emilio Garcia-Sanchez                    |      |
| 14       | Miasma                   | Kevon Winters                                      | Myles Bullock                            |      |
| 15       | Annientatore             | Justin Franco                                      | Daniel Robbins                           |      |
| 16       | Ultimo respiro           | Kevin Peck                                         | Casey Thomas Brown                       |      |
| 17       | Dietro la maschera       | Tony e Sal Capilano                                | Jon Beavers e Jonathan Brooks            |      |
| 18       | Danza d'amore            | Cheryl Kaline                                      | Linn Bjornland                           |      |
| 19       | Ostaggi                  | Dalton McCann, Jasper Talbot e Josh Martin Hagland | Skyler Maxon, Kylen Deporter e Nick Fink |      |
| 20       | La vendetta e il perdono | Mark Henshaw                                       | Mark Schroeder                           |      |
| 21       | Segnali confusi          | Caleb Sands                                        | Billy Lush                               |      |
| 22       | Il Credente              | Benjamin Merva                                     | Michael Hogan                            |      |

### Stagione 14
| Episodio | Titolo              | S.I.                                 | interpretato da                              | Note |
| -------- | ------------------- | ------------------------------------ | -------------------------------------------- | ---- |
| 01       | 300                 | Benjamin Merza                       | Michael Hogan                                |      |
| 02       | La prima casa       | Karl, Dorothy Elgin e il loro nipote | N.D., Rosemary Alexander e Niko Papastefanou |      |
| 03       | Regola 34           | Emmanuel Rask                        | Shane Coffey                                 |      |
| 04       | Innocenza           | Jacob Wallace                        | Landon Gimenez                               |      |
| 05       | L'uomo alto         | Ethan Howard                         | Dan Gauthier                                 |      |
| 06       | Luke                | Jeremy Grant                         | Johnny Messner                               |      |
| 07       | Ventisette          | James e Marcus Wells                 | Joshua Elijah Reese e Tre Hall               |      |
| 08       | Ashley              | Jordan Halloran                      | Spencer Treat Clark                          |      |
| 09       | Ala spezzata        | Douglas Knight                       | Tui Asau                                     |      |
| 10       | Carne e sangue      | David Smith                          | Judah Simard                                 |      |
| 11       | Luci notturne       | Dustin Eisworth                      | Elias Toufexis                               |      |
| 12       | Il pifferaio magico | Wayne Hollys                         | Sean Donnellan                               |      |
| 13       | Il camaleonte       | Everett Lynch                        | Michael Mosley                               |      |
| 14       | Malvagità malata    | Stephanie Carter                     | Jamie Anne Allman                            |      |
| 15       | Verità o penitenza  | Casey Allen Pinker                   | James Harvey Ward                            |      |

### Stagione 15
| Episodio | Titolo               | S.I.                    | interpretato da                  | Note |
| -------- | -------------------- | ----------------------- | -------------------------------- | ---- |
| 01       | Sotto la pelle       | Sebastian Hurst         | Tom Amandes                      |      |
| 02       | Risvegli             | Everett Lynch           | Michael Mosley                   |      |
| 03       | Curiosità morbosa    | Shelby Mattson          | Will Tranfo                      |      |
| 04       | Sabato               |                         |                                  |      |
| 05       | Fratelli             | Louis Chaycon           | Vincent Ventresca                |      |
| 06       | Appuntamento al buio | Cat Adams               | Aubrey Plaza                     |      |
| 07       | Rusty                | Kyle Peters             | Graham Sibley                    |      |
| 08       | Albero genealogico   | Parris                  | TJ Power                         |      |
| 09       | Faccia a faccia      | Everett e Roberta Lynch | Michael Mosley e Sharon Lawrence |      |
| 10       | E alla fine          | Everett Lynch           | Michael Mosley                   |      |

### Stagione 16
| Episodio | Titolo                   | S.I.                                         | interpretato da                               | Note                                                                             |
| -------- | ------------------------ | -------------------------------------------- | --------------------------------------------- | -------------------------------------------------------------------------------- |
| 01       | È solo l'inizio          | Rory Gilcrest ed Elias Voit                  | Sebastian Schier e Zach Gilford               | Elias Voit è il serial killer identificato dalla squadra con il termine Sicarius |
| 02       | Il patto col diavolo     | Robert Harris ed Elias Voit                  | Nick Bailey e Zach Gilford                    | Elias Voit è il serial killer identificato dalla squadra con il termine Sicarius |
| 03       | I kit della morte        | Tyler Green ed Elias Voit                    | Ryan-James Hatanaka e Zach Gilford            | Elias Voit è il serial killer identificato dalla squadra con il termine Sicarius |
| 04       | Delitti senza volto      | Fratelli Bruneau (Jude e Gael) ed Elias Voit | Corey Fogelmanis, Noah LaLonde e Zach Gilford | Elias Voit è il serial killer identificato dalla squadra con il termine Sicarius |
| 05       | Morsi selvaggi           | Benjamin Reeves ed Elias Voit                | Luke Benward e Zach Gilford                   | Elias Voit è il serial killer identificato dalla squadra con il termine Sicarius |
| 06       | Una condanna a vita      | Cyrus Lebrun ed Elias Voit                   | Silas Weir Mitchell e Zach Gilford            | Cyrus Lebrun è lo zio di Sicarius                                                |
| 07       | Quello che non ci uccide | Frank Scelsa ed Elias Voit                   | Juan Garcia e Zach Gilford                    | Elias Voit è il serial killer identificato dalla squadra con il termine Sicarius |
| 08       | La rabbia in corpo       | Arthur Kiel ed Elias Voit                    | James Babson e Zach Gilford                   | Elias Voit è il serial killer identificato dalla squadra con il termine Sicarius |
| 09       | Memento mori             | Elias Voit                                   | Zach Gilford                                  | Elias Voit è il serial killer identificato dalla squadra con il termine Sicarius |
| 10       | Vicolo cieco             | Elias Voit                                   | Zach Gilford                                  | Elias Voit è il serial killer identificato dalla squadra con il termine Sicarius |

### Stagione 17
| Episodio | Titolo                    | S.I.                         | interpretato da                     | Note                                                                            |
| -------- | ------------------------- | ---------------------------- | ----------------------------------- | ------------------------------------------------------------------------------- |
| 01       | Gold Star                 | Gold Star                    |                                     | All'inizio delle indagini si pensa che Gold Star sia un singolo soggetto ignoto |
| 02       | Epidemia                  | Aiden Keller                 | Matthew Erick White                 | Aiden Keller è uno dei cinque componenti di Gold Star                           |
| 03       | Nostalgia di casa         | Kai Veneer                   | Tanner Pierce                       |                                                                                 |
| 04       | La tela del ragno         | Jade Waters                  | Liana Liberato                      | Jade Waters è una dei cinque componenti di Gold Star                            |
| 05       | Teoria della cospirazione | Jade Waters e Damien Booth   | Liana Liberato e David Garelik      | Damien Booth è uno dei cinque componenti Gold Star                              |
| 06       | La stella polare          | Sebastian Gasper e Gold Star | Anthony Mark Barrow                 |                                                                                 |
| 07       | Non resta nulla           | Roger Song                   | Aaron Yoo                           |                                                                                 |
| 08       | North Star                | Jade Waters e Damien Booth   | Liana Liberato e David Garelik      |                                                                                 |
| 09       | Assetto di guerra         | Jade Waters e Dana Howe      | Liana Liberato e Nikko Austen Smith | Dana Howe è una dei cinque componenti di Gold Star                              |
| 10       | Salvate i bambini         | Jade Waters e Peter Bailey   | Liana Liberato e Alex Saxon         | Peter Bailey è il quinto e ultimo componente di Gold Star                       |